# Liste der Naturdenkmäler im Kreis Recklinghausen
Die Liste der Naturdenkmäler im Kreis Recklinghausen nennt die in und um den Städten und Gemeinden im Kreis Recklinghausen in Nordrhein-Westfalen gelegenen Naturdenkmäler.

## Systematik: Außenbereich, Landschaftspläne und Innenbereichsverordnung
Im Naturschutz liegt die Zuständigkeit in Nordrhein-Westfalen (NRW) bei den Kreisen und kreisfreien Städten (untere Naturschutzbehörde). Die Naturdenkmale werden in der Regel über die Landschaftspläne ausgewiesen, dies ist auch im Kreis Recklinghausen der Fall. Darüber hinaus hat der Kreis Recklinghausen, als freiwillige Leistung, im Innenbereich seiner Städte und Gemeinden weitere Naturdenkmale ausgewiesen. Für das Stadtgebiet Dorsten, für das der Landschaftsplan Dorsten-Marl derzeit aufgestellt wird, gilt weiterhin eine Verordnung der Bezirksregierung Münster.
Da in allen Verordnungen und Satzungen chronologische Nummerierungen zwingend sind, ist die Nummerierung und Adressierung aller Naturdenkmale bei sieben rechtskräftigen Landschaftsplänen, einer Innenbereichsverordnung und einer Altverordnung der Bezirksregierung Münster nicht ganz einfach.
Festzuhalten ist, dass alle Landschaftspläne die Altverordnungen der Bezirksregierung Münster in ihren Geltungsbereich automatisch ersetzen und aufheben.
Nach Abschluss des Landschaftsplanverfahrens für den LP Dorsten Marl wird die Situation übersichtlich, da dann nur noch die Innenbereichverordnung des Kreises Recklinghausen und die Landschaftspläne des Kreises Recklinghausen rechtssetzend sind.
- Landschaftsplan Haard: 18. Oktober 1991
- Landschaftsplan Castroper Hügelland: 9. Juni 1999
- Landschaftsplan Gladbeck: 8. März 2001
- Landschaftsplan Emscherniederung: 3. Februar 2003
- Verordnung für den Innenbereich: 3. Dezember 2003
- Verordnung für den Außenbereich: 29. Juni 2012
- Landschaftsplan Vestischer Höhenrücken: 20. November 2012
- Landschaftsplan Haltern: 14. Juli 2016
- Landschaftsplan Lippe: 19. Dezember 2018
- Landschaftsplan Ost-Vest: 18. Mai 2020
- Landschaftsplan Dorsten-Marl: aktuell (April 2022) im Verfahren

Der Außenbereich wurde in der amtlichen Denkmalliste nach alphabetisch geordneten Städten aufnummeriert, der Innenbereich ebenfalls städteweise gebündelt und durchgehend, allerdings in der Reihenfolge CAS-GLA-WAL-DAT-DOR-OER-HAL-MAR-HER-RE, wobei die einzelnen Landschaftspläne eigene Nummerierungen hatten.
Inzwischen gibt es übergreifende laufende Nummern, die mit den 40 Naturdenkmälern der Haard beginnen, welche ihre Nummern behielten. Es folgt 41–84, wieder alphabetisch nach Städten geordnet der Bestand des sonstigen Außenbereichs. Dabei wurde allerdings Gladbeck nach ganz hinten eingeordnet und einige Halterner Naturdenkmäler zwischen Castrop-Rauxel und Datteln (42) sowie in den Bereich Dorstens (55/56) einsortiert.
Die laufenden Nummern 85 bis 146 (gesichert) oder 147 (wahrscheinlicher) wurden dann in der Reihenfolge CAS-GLA-WAL-DAT-DOR-OER-HAL-MAR-HER-RE in städteweisen Bündeln gelistet. Es fällt auf, dass der Findling an der Hülsstraße (Lfd 117) vor Erstellung des LP Vestischer Höhenrücken offenbar noch zum Innenbereich gezählt worden war.
Diese Ordnung bleibt auch durch Hinzufügung der Nummern 148 und 149 aus dem LP des Höhenrückens bestehen, da beide neu ausgewiesenen Naturdenkmäler in Recklinghausen stehen. Seit dem Hinzufügen von Nr. 150 in Datteln ist die Ordnung aber nicht mehr gewahrt.

## Städteweise Liste
Da es für Baumliebhaber weniger entscheidend ist, ob eine alte Buche am Dorfrand oder 100 m entfernt in freier Flur steht, werden nachfolgend alle NDer städteweise gelistet; sie können über den Link  auf einer gemeinsamen Karte entsprechend strukturiert betrachtet werden, einzelne Städte und Denkmäler können ein- und ausgeblendet werden. Lediglich die Haard als in sich geschlossener Naturraum mit einer sehr hohen Anzahl an NDern bleibtzusätzlich in einer gesonderten Liste.
Begonnen wird je Stadt mit dem Außenbereich („AB“), Naturdenkmäler des Innenbereichs wurden jeweils unten angefügt, ihre Nummern sind mit „IB“ gekennzeichnet. Diverse ehemalige NDer sind inzwischen gelöscht, besonders viele in Haltern. Sie bleiben aber bis auf Weiteres zum Zwecke der Dokumentation in der Liste – zumal viele von ihnen als (nicht mehr besonders geschützte) alte Baumriesen weiter existieren dürften. Jedenfalls steht nicht anzunehmen, dass alle 9 Buchen in der Nähe des Weilers Antrup (Außenbereich 14 sowie 25 bis 32 in Haltern) binnen weniger Jahre verstorben sind.
Die Objekte sind, sofern es sich um Bäume handelt, in der Tabelle nach Gattung sortierbar. Unter „Buche“, Buchstabe also B, werden etwa nacheinander Buche, Blutbuche (Bucheblut), Rotbuche (Bucherot), Süntelbuche (Buchesuntel) und Trauerbuche (Buchetrauer) einsortiert. Nicht unter B, sondern unter H, wird die Hainbuche eingeordnet, da es sich um eine eigene Gattung und keine Echte Buche handelt. Aus analogen Gründen werden Edelkastanie und Rosskastanie unter ihrem gewöhnlichen alphabetischen Namen einsortiert, da sie keiner gemeinsamen übergeordneten Gattung angehören.
Findlinge werden ganz unten, unter ZZ, einsortiert in der alphabetisch nach Gestein (soweit angegeben) geordneten Reihenfolge Findling, Findling Granit, Findling Quarzit. Das einzige Objekt, das wederr Baum noch Findling ist (Hagelkreuz bei Essel, VH 4a, Teil von Lfd 148) ist noch unter den Findlingen einsortiert (ZZZ).
Die Maße sind bei Bäumen sortierbar nach Stammumfang (bei Gruppen dem des dicksten) bzw. dem höchsten der drei Maße bei Findlingen (bei Gruppen wiederum des größten); unbekannte Stammumfänge und Findlingsmaße werden als „0“ einsortiert. Die dünnsten Bäume mit Angabe haben einen Stammumfang von 2 m, nur zwei Findlinge (Lfd 117 und 4) liegen mit 2,90 und 2,75 m darüber, weshalb in der Hauptsache Bäume und Findlinge getrennt sind.
Dickste Bäume im Kreisgebiet sind die Rotbuche am Flaesheimer Meilerweg (Lfd 11) mit 8,80 m am Wurzelansatz und die 1,2 km nördlich von Haus Haard (Lfd 23) mit 7,90 m Angabe, beide in der Haard. Nicht gesichert ist, wo die Zweitgenannte gemessen wurde – theoretisch könnte sie de facto dicker als die Erstgenannte sein. Bei den Eichen, Platanen und Linden findet sich keine mit Angabe über 5 m. Die Hainbuche mit jener Angabe (früher Lfd 77) wurde offenbar gelöscht
| Bild | Lfd | Nr. im LP | Bezeichnung | Lagebezeichnung | Gemarkung - Flur - Flurstück | Stadt   | Beschreibung | Maße: (in m) Stammumfang etwa in 1 m Höhe (ca.) - Höhe - Kronendurchmesser                                                                                    | Koordinaten |  |
| --- | --- | --- | --- | --- | --- | ------- | --- | --- | --- |  |
| Castrop-Rauxel | Castrop-Rauxel | Castrop-Rauxel | Castrop-Rauxel | Castrop-Rauxel | Castrop-Rauxel | CAS     | LP Castroper Hügelland und Innenbereich | LP Castroper Hügelland und Innenbereich | LP Castroper Hügelland und Innenbereich |  |
| | 41 | CH 1 | Blutbuche | im Park des Hauses Dorloh (Dorloher Straße 174, 44577 Castrop-Rauxel) | Dingen - 1 | CAS     | Der Park wurde im 19. Jh. angelegt, am nördlichen Rand steht die Blutbuche als Solitär. Die Zufahrt wird von alten Kastanien gesäumt. | | 51° 33′ 19″ N, 7° 20′ 48″ O |  |
| | 85 | IB 1 | Rosskastanie | Frohlinde, Hof Grümer, vor dem Golfplatz, nordöstlich Dortmunder Str. | Frohlinde - 7 | CAS     | | | 51° 31′ 52″ N, 7° 21′ 9″ O |  |
| | 86 | IB 2 | Findling | Rauxel-Süd, Hangweg Ecke Wilhelmstraße, westlich Kreuzkirche | Rauxel - 18 | CAS     | | | 51° 33′ 22″ N, 7° 19′ 5″ O |  |
| | 87 | IB 3 | Rosskastanie | Rauxel-Nord, Alleestr. Abzweig Venusstr., Bürgersteig | Rauxel - 7 | CAS     | | | 51° 34′ 16″ N, 7° 18′ 33″ O |  |
| | | | | | |         | | | |  |
| Datteln | Datteln | Datteln | Datteln | Datteln | Datteln | Datteln | LP Haard (außerhalb der eigentlichen Haard liegende NDer gesternt), LP Ost-Vest, LP Lippe und Innenbereich | LP Haard (außerhalb der eigentlichen Haard liegende NDer gesternt), LP Ost-Vest, LP Lippe und Innenbereich                                                    | LP Haard (außerhalb der eigentlichen Haard liegende NDer gesternt), LP Ost-Vest, LP Lippe und Innenbereich                                                    |  |
| | 25 | HD 25a | Findling (Gneis.) und unmittelbare Umgebung | auf dem Hausgrundstück vor der Gaststätte Schnieder im Jammertal (auf Grundkarte und TK 10 nicht verzeichnet)                                                                                             | Ahsen - 1 | Datteln | am Südgiebel des südlichen Nebengebäudes Vergleiche Grundlagenkarte II b Nr. 10 S | 100/85/65 cm | 51° 41′ 11″ N, 7° 16′ 6″ O |  |
| | 25 | HD 25b | Findling (Granit) und unmittelbare Umgebung | auf dem Hausgrundstück vor der Gaststätte Schnieder im Jammertal (auf Grundkarte und TK 10 nicht verzeichnet)                                                                                             | Ahsen - 1 | Datteln | neben dem Teich südlich des Haupteinganges Vergleiche Grundlagenkarte II b Nr. 10 S | 150/100/65 cm | 51° 41′ 11″ N, 7° 16′ 6″ O |  |
| | 26 | HD 26 | Edelkastaniengruppe (3 Exemplare, Castanea sativa) mit ihrem Traufbereich | im Hausgarten der Gaststätte Schnieder im Jammertal | Ahsen - 1 | Datteln | Wegen z. T. ausgefaulter Äste müssen Pflegemaßnahmen durchgeführt werden; Edelkastanien mit solchem Altern und solchen Abmessungen sind in diesem Gebiet selten. Vergleiche Grundlagenkarte II b Nr. 18. Alter ca. 180 Jahre | 3,60 - 21 - 12 | 51° 41′ 13″ N, 7° 16′ 6″ O |  |
| | 27 | HD 27 | Hainbuchenreihe (Carpinus betulus) mit ihrem Traufbereich | auf einem Grenzwall etwa 230 m südöstlich der Gaststätte Schnieder im Jammertal (weder auf Grundkarte noch auf TK 10 verzeichnet)                                                                         | Ahsen - 1 | Datteln | Diese Hainbuchenreihe besteht aus 26 etwa 100-jährigen Exemplaren und ist ein ehemaliger Grenzwall. Einige Eichen und die Verjüngung verschiedener Arten schließen Ausfälle und Lücken. Durch den Neubau der Zufahrt zur Gaststätte ist diese Baumreihe unterbrochen worden. Als solch relativ geschlossene Reihe kommt die Hainbuche in diesem Gebiet selten vor. Vergleiche Grundlagenkarte II b Nr. 19.                                        | | 51° 41′ 7″ N, 7° 16′ 16″ O |  |
| | 28 | HD 28 | Findling (Granit) und seine unmittelbare Umgebung | im Wald etwa 420 m ostnordöstlich der Gaststätte Schnieder im Jammertal | Ahsen - 1 | Datteln | grauer Granit 190/190/90 cm Er liegt teilweise eingebettet in den Waldboden und kommt nicht voll in seinen Abmessungen zur Geltung. Unter Mitwirkung der Unteren Landschaftsbehörde könnte eine Verlegung an besser sichtbare Stelle in Erwägung gezogen werden. Vergleiche Grundlagenkarte II b Nr. 9. | | 51° 41′ 21″ N, 7° 16′ 25″ O |  |
| | 29 | HD 29 | Lindengruppe (2 Exemplare, Tilia cordata) mit ihrem Traufbereich | in der Feldflur etwa 400 m südwestlich des ehemaligen Hauses Mahlenburg | Datteln 2/3 | Datteln | Sie bilden zusammen mit dem vorhandenen Wegekreuz eine markante Orientierung in dieser Feldflur. Bem.: Offenbar nicht mehr existent! | 2.80 und 2.50 - 20 – 8 und 11 | 51° 40′ 56″ N, 7° 17′ 18″ O |  |
| | 36 | HD 36 | Rotbuchengruppe (6 Exemplare, Fagus sylvatica) mit ihrem Traufbereich (TK 10 zeichnet 4 Standorte an, die Grundkarte eine)                                                   | innerhalb des Waldbestandes östlich des Forsthauses Küsberg, etwa 140 m nördlich der Landstraße 889< | Datteln - 5 | Datteln | Sie sollten bei Nutzung des Waldes als Überhälter stehen bleiben und dann auch das Landschaftsbild bereichern. Vergleiche Grundlagenkarte II b Nr. 27. | 2,00 und 4,00 - 30 - 12 | 51° 39′ 50″ N, 7° 16′ 6″ O |  |
| | 39 | HD 39a* | Findling (Rapakiwi) | auf dem Hofgrundstück Schulte-Hubbert (Ensberg) am Ölmühlenweg Datteln | Datteln - 7 | Datteln | 1 Rapakiwi (+ 3 Stck. Granit + weitere Nicht-ND) | 70/70/60 cm | 51° 39′ 22″ N, 7° 17′ 18″ O |  |
| | 39 | HD 39b* | Findlinge (Granit, 3 Stck) | auf dem Hofgrundstück Schulte-Hubbert (Ensberg) am Ölmühlenweg Datteln | Datteln - 7 | Datteln | 1 grobkörniger gelber Granit - 1 feinkörniger Granit - 1 grobkörniger roter Granit (+ 1 Rapakiwi + weitere Nicht-ND) | 115/115/90 cm - 70/90/70 cm - 100/80/60 cm | 51° 39′ 22″ N, 7° 17′ 18″ O |  |
| | 45 | LI 1 = AB 1 | Rotbuche | südliche Lippeterrasse, ca. 245 m östlich der Vinnumer Brücke, südlich des Dahler Holzes (Stadt Olfen).                                                                                                   | Datteln - 20 - 357 | Datteln | siehe monumentaltrees.com, dort auch genauerer Umfang; Alter mindestens 200 Jahre | 7 - 28 - 30 | 51° 39′ 42″ N, 7° 24′ 57″ O |  |
| | | AB 2 | Stieleiche | innerhalb einer Gehöftsiedlung (war auf Hof Stegemann in der BS Natrop) | Datteln - 16 - 234 | Datteln | | 4 - 30 - 30 | |  |
| | 46 | OV 1 =AB 3 | Stieleiche | Telgeskamp 11 an Weggabelung | Datteln - 45 - 9 | Datteln | Freistehend, unmittelbar an einem Wirtschaftsweg und Wegekreuzung gelegen prägt dieser Baum das Landschafts- und Ortsbild am Telgeskamp. Der Baum mit seiner ungewöhnlich gleichmäßigen, ausladenden Krone, der solitär zwischen kleinen gut strukturierten Wirtschaftsflächen und Hoflagen steht, ist auch für den nicht informierten Besucher sofort als Naturdenkmal zu erkennen.                                                              | 4 - 25 - 25 | 51° 40′ 48″ N, 7° 20′ 5″ O |  |
| | % | AB 4 | Stieleichen (2 Stck.) | südlich des NSG „Redder Bruch“ am Weg | Datteln - 9 - 30 | Datteln | | 3,0/3,5 - 25/25 - 25/25 | 51° 40′ 7″ N, 7° 18′ 45″ O |  |
| | % | AB 5 | Eibe | Hoflage Ölmühlenweg 120 | Datteln - 56 - 5 | Datteln | | 2 - 15 -12 | 51° 39′ 18″ N, 7° 18′ 0″ O |  |
| | 47 | OV 2 = AB 6 | Linde | Datteln-Hagem; Weggabelung Dahlstraße – Alte Hagemer Landstraße | Datteln - 66 - 91 | Datteln | Diese Linde markiert hier zusammen mit einem Wegekreuz schon seit Jahrhunderten diese ehemals zentralen Kreuzung zwischen Horneburg, Hagen und Rapen. Die solitär in freier Feldflur stehende Linde dominiert die hier flache und weitgehend unverbaute Landschaft. Der gesunde und weit ausladende Baum mit einer Höhe von fast 30 Metern und einer Kronenweite von mehr als 25 Metern zudem ein besonders schönes und erhaltenswertes Exemplar. | 3 - 30 - 25 | 51° 38′ 30″ N, 7° 18′ 37″ O |  |
| | 150 | LI 2 | Stieleiche im Schauwinkel | südöstlich von Ahsen und westlich von Haus Vogelsang, Schauwinkel im NSG Lippeaue | Datteln - 13 | Datteln | | 4 - 28 - ? | 51° 41′ 44″ N, 7° 19′ 6″ O |  |
| | 98 | IB 14 | Eibe | Kirchhof St. Mariä Heimsuchung Ahsen | Ahsen - 9 | Datteln | östliche von IB 14 | | 51° 42′ 0″ N, 7° 18′ 39″ O |  |
| | 99 | IB 14 | Eibe | Kirchhof Ahsen | Ahsen - 9 | Datteln | westliche von IB 14 | | 51° 42′ 0″ N, 7° 18′ 38″ O |  |
| | 100 | IB 16 | Findling | Ecke Bülowstraße/Speekstraße, Stadtmitte | Datteln - 277 | Datteln | | | 51° 39′ 28″ N, 7° 21′ 1″ O |  |
| | 101 | IB 17 | Linde | Südfriedhof Datteln / Hochfeld bei Horneburg | Datteln - 71 | Datteln | | | 51° 37′ 38″ N, 7° 17′ 59″ O |  |
| | | | | | |         | | | |  |
| Dorsten | Dorsten | Dorsten | Dorsten | Dorsten | Dorsten | Dorsten | bislang nur Außen. und Innenbereich | bislang nur Außen. und Innenbereich | bislang nur Außen. und Innenbereich |  |
| | 48 | AB 7 | Rotbuche | Lembeck-Lasthausen, Im Schöning, 100 m nördlich der Jugendherberge; auf Grundkarte und TK 10 nicht verzeichnet                                                                                            | Lembeck - 26 - 54 | Dorsten | | 2,50 - 20 - 20 | 51° 43′ 38″ N, 6° 59′ 14″ O |  |
| | % | AB 8 | Platane | nördlich der Hofgebäude auf dem Hof „Haus Hohenkamp“ in Dorsten-Holsterhausen | Dorsten - 12 - 390 | Dorsten | | 5 - 35 - 40 | 51° 40′ 11″ N, 6° 57′ 17″ O |  |
| | 49 | AB 9 | Rotbuche | nordwestlich von Rhade, am Wellbrockweg in einer Baumgruppe; auf Grundkarte und TK 10 nicht verzeichnet                                                                                                   | Rhade - 12 - 256 | Dorsten | | 6 - 30 - 40 | 51° 45′ 28″ N, 6° 55′ 4″ O |  |
| | 55 | AB 10 | Rotbuche | nordwestlich von Rhade, am Wellbrockweg in einer Baumgruppe; auf Grundkarte und TK 10 nicht verzeichnet                                                                                                   | Rhade - 12 - 256 | Dorsten | | 5 - 30 - 35 | 51° 45′ 29″ N, 6° 55′ 6″ O |  |
| | 56 | AB 11 | Rotbuche | nordwestlich von Rhade, am Wellbrockweg, ca. 500 m nordöstlich des Gehöftes Heßling, in einer Baumgruppe; auf Grundkarte und TK 2,5 verzeichnet                                                           | Rhade - 12 - 256 | Dorsten | | 4 - 30 - 35 | 51° 45′ 37″ N, 6° 55′ 4″ O |  |
| | 52 | AB 12 | Rotbuche | westlich von Holsterhausen, gegenüber Hagenbecker Straße 63; auf Grundkarte und TK 10 nicht verzeichnet                                                                                                   | Dorsten - 2 - 47 + 269 | Dorsten | | 4,5 - 30 - 38 | 51° 40′ 34″ N, 6° 55′ 46″ O |  |
| | 103 | IB 19 | Linde | Holsterhausen, Hauptstr. / Zum Aap; auf TK Grundkarte und 10 nicht verzeichnet | Dorsten - 6 | Dorsten | | | 51° 40′ 35″ N, 6° 56′ 18″ O |  |
| | 104 | IB 20 | Linde | Holsterhausen, Hauptstr. / Koldenfeld | Dorsten - 6 | Dorsten | | | 51° 40′ 29″ N, 6° 56′ 28″ O |  |
| | 105 | IB 21 | Findling | Rhade, Schlattweg, Gehöft Schulte-Huxel; auf Grundkarte nicht verzeichnet | Rhade - 10 | Dorsten | | | 51° 44′ 58″ N, 6° 55′ 46″ O |  |
| | 106 | IB 22 | Findling | Lembeck, Schulstr., an der Laurentiusschule; auf Grundkarte nicht verzeichnet | Lembeck - 31 | Dorsten | | | 51° 45′ 41″ N, 7° 0′ 3″ O |  |
| | 107 | IB 23 | Platane | Bahnhofsgelände, direkt an Prellbock; auf Grundkarte und TK 10 nicht verzeichnet | Dorsten - 53 | Dorsten | | | 51° 39′ 28″ N, 6° 58′ 14″ O |  |
| | 109 | IB 25 | Blutbuche | Kirchhellener Allee / Uhlandstr.; auf Grundkarte und TK 10 nicht verzeichnet | Dorsten - 58 | Dorsten | | | 51° 39′ 13″ N, 6° 57′ 42″ O |  |
| | 110 | IB 26 | Eiche | vor Goldbrink 4 | Dorsten - 58 | Dorsten | | | 51° 39′ 14″ N, 6° 57′ 52″ O |  |
| | | | | | |         | | | |  |
| Gladbeck | Gladbeck | Gladbeck | Gladbeck | Gladbeck | Gladbeck | GLA     | LP Gladbeck und Innenbereich | LP Gladbeck und Innenbereich | LP Gladbeck und Innenbereich |  |
| | 77 | GL 1 | Hainbuche (Carpinus betulus) | äußerster Norden Zweckels, nordöstlich des Hauses Beck, unmittelbar an der alten Mühle. Auf Grundkarte (vor 2016) explizit als ND eingetragen, auf aktueller TK 10 nicht verzeichnet.                     | Gladbeck - 17 | GLA     | ca. 250 Jahre alt | 5 - 18 - ? | 51° 36′ 54″ N, 6° 58′ 48″ O |  |
| | 78 | GL 2 | Stieleiche (Quercus robur) | Zweckel-Nord; am Rand einer Weide ca. 170 m südlich der Breicker Höfe an der Feldhauser Straße 417; weder auf Grundkarte noch auf TK 10 verzeichnet                                                       | Gladbeck - 19 | GLA     | 120 m nordnordöstlich, im Bereich der Höfe, verzeichnet die Grundkarte ein ND; vermutlich bezieht sich dieses aber auf einen nicht mehr existenten Baum jener Baumgruppe (denn die Beschreibung ist eindeutig). Beide Koordinaten sind angegeben! | 3 - 15 - ? | 51° 36′ 12″ N, 6° 59′ 1″ O / 51° 36′ 15″ N, 6° 59′ 4″ O |  |
| | 79 | GL 3a | Traubeneiche (Quercus petraea) | Rentfort-Nord; ca. 30 m westlich der Einmündung eines Wirtschaftswegs in die Forststraße, südwestlich des Guts „Klein Brabeck“                                                                            | Gladbeck - 138 | GLA     | | 2,7 - 17 - ? | 51° 35′ 29″ N, 6° 57′ 35″ O |  |
| | 79 | GL 3b | Eibe (Taxus baccata) | Rentfort-Nord; ca. 30 m westlich der Einmündung eines Wirtschaftswegs in die Forststraße, südwestlich des Guts „Klein Brabeck“                                                                            | Gladbeck - 138 | GLA     | | 3,60 - 10 - ? | 51° 35′ 29″ N, 6° 57′ 35″ O |  |
| | 80 | GL 4 | Winterlinden (Tilia cordata, 2 Stck.) | Rentford-Nordwestan der Uechtmannstraße ca. 100 m nördlich des Hofes Kuhlmann. Auf Grundkarte (vor 2016) als Markanter Baum eingetragen (nicht als ND deklariert), auf aktueller TK 10 nicht verzeichnet. | Gladbeck - 136 | GLA     | | 2,7 u 3,1 - 18 u 20 - ? | 51° 35′ 13″ N, 6° 57′ 3″ O |  |
| | 81 | GL 5 | Esche (Fraxinus excelsior) | Schultendorf-Ost, im Einfahrtsbereich der Hofanlage Große-Ophoff an der Bergstraße | Gladbeck - 24 | GLA     | | 2,9 - 20 - ? | 51° 35′ 15″ N, 6° 59′ 48″ O |  |
| | 82 | GL 6 | Stieleiche (Quercus robur) | Rentford-West; westlich des Hofes Sump, Holtkampstraße, südlich des Quälingbaches und östlich der A 31 (auf Grundkarte und TK 10 nicht verzeichnet)                                                       | Gladbeck - 130 | GLA     | | 3 - 15 - ? | 51° 34′ 53″ N, 6° 56′ 18″ O |  |
| | 83 | GL 7 | Stieleiche (Quercus robur) | zwischen der A 31 und der alten Bahntrasse, südlich der Kirchheller Straße | Gladbeck - 130 | GLA     | Freistehender Baum mit niedrigem Kronenansatz, sehr alt. | 5 - 15 - ? | 51° 34′ 53″ N, 6° 56′ 7″ O |  |
| | 84 | GL 8a | Stieleiche (Quercus robur) | Ellinghorst-West, im Grünlandbereich ca. 100 m westlich des Gutes Klaphecke; auf Grundkarte und TK 10 nicht verzeichnet                                                                                   | Gladbeck - 111 | GLA     | | 3 - 15 - ? | 51° 33′ 44″ N, 6° 56′ 44″ O |  |
| | 84 | GL 8b | Rotbuche (Fagus sylvatica) | Ellinghorst-West, im Grünlandbereich ca. 100 m westlich des Gutes Klaphecke; auf Grundkarte und TK 10 nicht verzeichnet                                                                                   | Gladbeck - 111 | GLA     | | 4 - 19 - ? | 51° 33′ 44″ N, 6° 56′ 44″ O |  |
| | 89 | IB 5 | Rotbuche | Zweckel, Brahmsstr. / Gluckstr. (vor Pestalozzischule); sowohl auf Grundkarte als auch auf TK 10 verzeichnet                                                                                              | Gladbeck - 144 | GLA     | | | 51° 35′ 37″ N, 6° 58′ 48″ O |  |
| | 90 | IB 6 | Blutbuche | Rentford, Bernskamp 8, östlich der Musikschule | Gladbeck - 123 | GLA     | | | 51° 34′ 41″ N, 6° 58′ 21″ O |  |
| | 91 | IB 7 | Rotbuche | Rentford, Bernskamp 10a, nordöstlich der Musikschule | Gladbeck - 123 | GLA     | | | 51° 34′ 43″ N, 6° 58′ 20″ O |  |
| | 93 | IB 9 | Feldahorn | Mitte, Park vor Vinzenzheim/Küster Villa, Buersche Str. 35; weder auf Grundkarte noch auf TK 10 verzeichnet                                                                                               | Gladbeck - 31 | GLA     | | | 51° 34′ 36″ N, 6° 59′ 52″ O |  |
| | 94 | IB 10 | Blutbuche | Mitte, Buersche Str. vor 35; weder auf Grundkarte noch auf TK 10 verzeichnet | Gladbeck - 31 | GLA     | | | 51° 34′ 35″ N, 6° 59′ 59″ O |  |
| | 95 | IB 11 | Stieleiche | äußerster Südwesten von Mitte, Harsewinkelstr, gegenüber Zum Mühlenbach | Gladbeck - 74 | GLA     | | | 51° 33′ 59″ N, 6° 59′ 10″ O |  |
| | | | | | |         | | | |  |
| Die Gemarkung Haltern ist die von Lippramsdorf (Fluren 79–94) und Hamm-Bossendorf (145–151) und nicht zu verwechseln mit der Gemarkung Haltern-Stadt – in der kein ND liegt! | Die Gemarkung Haltern ist die von Lippramsdorf (Fluren 79–94) und Hamm-Bossendorf (145–151) und nicht zu verwechseln mit der Gemarkung Haltern-Stadt – in der kein ND liegt! | Die Gemarkung Haltern ist die von Lippramsdorf (Fluren 79–94) und Hamm-Bossendorf (145–151) und nicht zu verwechseln mit der Gemarkung Haltern-Stadt – in der kein ND liegt! | Die Gemarkung Haltern ist die von Lippramsdorf (Fluren 79–94) und Hamm-Bossendorf (145–151) und nicht zu verwechseln mit der Gemarkung Haltern-Stadt – in der kein ND liegt! | Die Gemarkung Haltern ist die von Lippramsdorf (Fluren 79–94) und Hamm-Bossendorf (145–151) und nicht zu verwechseln mit der Gemarkung Haltern-Stadt – in der kein ND liegt!                              | Die Gemarkung Haltern ist die von Lippramsdorf (Fluren 79–94) und Hamm-Bossendorf (145–151) und nicht zu verwechseln mit der Gemarkung Haltern-Stadt – in der kein ND liegt! | Haltern | LP Haard (Hamm-Bossendorf und Flaesheim; außerhalb der eigentlichen Haard liegende NDer gesternt), LP Haltern und Innenbereich. | LP Haard (Hamm-Bossendorf und Flaesheim; außerhalb der eigentlichen Haard liegende NDer gesternt), LP Haltern und Innenbereich.                               | LP Haard (Hamm-Bossendorf und Flaesheim; außerhalb der eigentlichen Haard liegende NDer gesternt), LP Haltern und Innenbereich.                               |  |
| | 1 | HD 1* | Findlinge (3 Stck., Granit) und ihre unmittelbare Umgebung | auf dem Vorplatz des Ehrenmales Haltern Hamm (auf Grundkarte und TK 10 nicht verzeichnet) | Haltern - 145 | Haltern | 3 Granit (+ weitere Nicht.ND) | 110/100/80 cm - 85/60/65 cm - 60/45/50 cm | 51° 43′ 18″ N, 7° 10′ 21″ O |  |
| | 2 | HD 2 | Rotbuchengruppe (2 Exemplare, Fagus sylvatica) mit ihrem Traufbereich | an der Südböschung der L 612 östlich von Haltern-Hamm. | Haltern - 146 | Haltern | Sie sind von allen Seiten her weit sichtbar - selbst von Norden her über den Damm der Landstraße 612. Vergleiche Grundlagenkarte II b Nr. 1 | 2,60 / 2.35 - 25 - 18 | 51° 43′ 12″ N, 7° 10′ 35″ O |  |
| | 3 | HD 3 | Rotbuche (Fagus sylvatica) | Westrand Flaesheimer Gemarkung, „am Ostrand des Waldbestandes westlich der Feldflur Bossendorf“, etwa 660 m südlich der L 612.                                                                            | Flaesheim - 11 | Haltern | Sie ist von der Feldflur her weit sichtbar, gestaltet den Waldrand und befindet sich innerhalb der forstlichen Festsetzung Nr. 4. Vergleiche Grundlagenkarte II b Nr. 4. | 3,80 - 30 - 19 | 51° 43′ 0″ N, 7° 12′ 7″ O |  |
| | 4 | HD 4* | Findling (Quarzit) und seine unmittelbare Umgebung | am Wesel-Datteln-Kanal zwischen beiden Schleusenkammern der Schleuse Flaesheim (Westseite); auf Grundkarte und TK 10 nicht verzeichnet                                                                    | Flaesheim - 2 | Haltern | Graubräunlicher Quarzit | 275/200/145 cm | 51° 43′ 7″ N, 7° 14′ 30″ O |  |
| | 5 | HD 5* | Findlinge (Granit, 2 Stck.) und ihre unmittelbare Umgebung | auf dem Hofgrundstück Schulte-Althoff in Flaesheim, Schleusenweg (auf Grundkarte und TK 10 nicht verzeichnet)                                                                                             | Flaesheim - 2 | Haltern | Ecke Nebengebäude östlich des Wohnteiles - Giebel Abstellgebäude nördlich des Wohnteiles (+ weitere Nicht-ND) | 100/70/60 cm - 110/80/50 cm | 51° 42′ 59″ N, 7° 14′ 32″ O |  |
| | 6 | HD 6a* | Findlinge (3 Granit.+ 2 andere + weitere Nicht-ND) und ihre unmittelbare Umgebung                                                                                            | am Einfahrtsbereich des Betriebsgebäudes der Quarzwerke GmbH in Haltern-Flaesheim (auf Grundkarte und TK 10 nicht verzeichnet)                                                                            | Flaesheim - 2 | Haltern | 2 Granit an Zufahrt nördlich des Bürogebäudes - 1 heller Granit direkt am Bürogebäude oder südlich davon | 160/120/70 cm - 100/95/65 cm - 115/70/60 cm | 51° 42′ 50″ N, 7° 15′ 4″ O |  |
| | 6 | HD 6b* | Findling (Rapakiwi + 4 andere + weitere Nicht-ND) und unmittelbare Umgebung                                                                                                  | am Einfahrtsbereich des Betriebsgebäudes der Quarzwerke GmbH in Haltern-Flaesheim (auf Grundkarte und TK 10 nicht verzeichnet)                                                                            | Flaesheim - 2 | Haltern | 1 Rapakiwi direkt am Bürogebäude oder südlich davon | 185/140/120 cm | 51° 42′ 50″ N, 7° 15′ 4″ O |  |
| | 6 | HD 6c* | Findlinge (Biotit + 4 andere + weitere Nicht-ND) und unmittelbare Umgebung                                                                                                   | am Einfahrtsbereich des Betriebsgebäudes der Quarzwerke GmbH in Haltern-Flaesheim (auf Grundkarte und TK 10 nicht verzeichnet)                                                                            | Flaesheim - 2 | Haltern | 1 Biotit (direkt am Bürogebäude und südlich davon) | 120/80/50 cm | 51° 42′ 50″ N, 7° 15′ 4″ O |  |
| | 7 | HD 7* | Rotbuche (Fagus sylvatica) mit ihrem Traufbereich | auf dem Gehöftsgrundstück Marler Straße 185 in der Bauernschaft Haltern-Puppendahl | Haltern - 145 | Haltern | Ihr schlanker Wuchs bildet einen besonderen Kontrast zur vorhandenen Bausubstanz und zum niedrigen Bewuchs der Umgebung. | 3,55 - 26 - 18 | 51° 43′ 0″ N, 7° 9′ 52″ O |  |
| | 8 | HD 8 | Stieleiche (Quercus robur) mit ihrem Traufbereich | Westrand der Gemarkung Flaesheim, „am Westrand der Feldflur Bossendorf“, etwa 1200 m südlich der L 612 / „Am Waldrand an einem Wanderweg, ca. 1000 m südwestlich des Forsthofes Haard im Herzogtal“       | Flaesheim - 11 | Haltern | Sie ist von der Feldflur her weit sichtbar, gestaltet deren Randbereich und steht innerhalb der forstlichen Festsetzung Nr. 5 (Erstaufforstungsverbot). | 2,98 - 20 – 16 | 51° 42′ 43″ N, 7° 12′ 16″ O |  |
| | 9 | HD 9 | Rotbuchengruppe und -reihe (2 Exemplare Feldflur, 8 Exemplare Waldtrauf Fagus sylvatica) mit ihren Traufbereichen                                                            | in und an einer Feldflur südlich von Haltern-Flaesheim-Dorf | Flaesheim - 9 | Haltern | 2 Rotbuchen in der Feldflur - 8 Rotbuchen im Waldtrauf | 3,46 und 2,67 / etwa 24 und 22 / 15 m und 12 m - bis zu 3,20 / zwischen etwa 25 und 28 / bis etwa 13                                                          | 51° 42′ 45″ N, 7° 12′ 47″ O |  |
| | 10 | HD 10* | Rotbuche (Fagus sylvatica), mit ihrem Traufbereich | am Waldrand ca. 300 m südlich des Friedhofes Haltern-Flaesheim | Flaesheim - 10 | Haltern | Sie ist doppelstämmig ausgebildet und überragt deutlich den angrenzenden Wald und die anschließenden Gehölze des Grenzwalles zur Feldflur. (Nur minimal außerhalb der Haard!) | 3,90 - 23 - 18 | 51° 42′ 49″ N, 7° 13′ 24″ O |  |
| | 11 | HD 11 | Rotbuche (Fagus sylvatica) mit ihrem Traufbereich | an der am Flaesheimer Straße Meilerweg (Holzkohlenmeiler), etwa 500 m südlich des Waldparkplatzes Haltern-Flaesheim                                                                                       | Flaesheim - 7 | Haltern | Sie steht auf einem Grenzwall zwischen Weg und Feldflur, ist vom Wurzelansatz dreistämmig ausgebildet (breit ausladend), 1 Stamm überragt z. T. den Weg und ist von Osten her weit sichtbar. | 8,80 (gemessen am Wurzelansatz) - 20 - 15 | 51° 42′ 27″ N, 7° 13′ 39″ O |  |
| | 12 | HD 12a | Findling (Granit) und unmittelbare Umgebung | im Wald an der Schrammberganhöhe südwestlich des Werksgeländes der Quarzwerke GmbH | Flaesheim - 6 | Haltern | | 160/120/60 cm | 51° 42′ 16″ N, 7° 15′ 11″ O |  |
| | 12 | HD 12b | Findling (Sandstein) und unmittelbare Umgebung | im Wald an der Schrammberganhöhe südwestlich des Werksgeländes der Quarzwerke GmbH | Flaesheim - 6 | Haltern | | 185/135/90 cm | 51° 42′ 16″ N, 7° 15′ 11″ O |  |
| | 13 | HD 13 | Stieleiche (Quercus robur) mit ihrem Traufbereich | am Südrand einer ehemaligen Sandgrube, etwa 300 m östlich der Kreuzung L 612 / Bundesbahn | Haltern - 151 | Haltern | Im Übergangsbereich zwischen der ehemaligen Sandgrube im Norden und der Feldflur im Süden ist sie von allen Seiten her weit sichtbar. | 2,98 - 18 - 11 | 51° 42′ 33″ N, 7° 9′ 34″ O |  |
| | 14 | HD 14 | Rotbuche (Fagus sylvatica) mit ihrem Traufbereich | im Waldbestand etwa 830 m nordwestlich der Wegekreuzung Weseler Berg | Flaesheim - 8 | Haltern | In einigen Metern Höhe verzweigt sich der Wuchs zur 3-Stämmigkeit. Wegen des exponierten Standortes wird dieses Exemplar nach Nutzung der umliegenden Waldbestände einen noch höheren gestalterischen Wert erhalten. | 4,10 - 24 - 18 | 51° 42′ 11″ N, 7° 12′ 18″ O |  |
| | 15 | HD 15 | Rotbuche (Fagus sylvatica) mit ihrem Traufbereich | im Waldbestand, etwa 130 m südöstlich des Rennberg-Feuerwachturmes | Flaesheim - 8 | Haltern | Ihr Wuchs ist von besonders gedrungener Gestalt. Sie befindet sich innerhalb der forstlichen Festsetzung Nr. 16. Vergleiche auf Grundlagenkarte II b Nr. 13. | 3,20 - 28 - 15 | 51° 41′ 59″ N, 7° 13′ 18″ O |  |
| | 42 | HT 5 = AB 13 | Stieleiche | im Nordwesten von Eppendorf in der Feldflur; der letzte Baum einer aus dem Wald kommenden Baumreihe | Haltern - 83 - 54 | Haltern | | 4 - 30 - 40 | 51° 44′ 10″ N, 7° 6′ 14″ O |  |
| | % | AB 14 | Rotbuche | nördlich der Gehöftansiedlung Antrup in der Feldflur | Haltern-Kirchspiel - 74 - 141 | Haltern | | 5 - 22 - 25 | 51° 43′ 48″ N, 7° 16′ 44″ O |  |
| | 58 | HT 2 = AB 15 | Rotbuchen (3 Stck.) zusammengewachsen im NSG Hohemarkenbusch | „im Wald nordöstlich des GLB Hohlweg Lünzum“ / „im Sundern, Stadtforst Haltern, im Nordosten des NSG Nr. 6 „Hohemarkenbusch“, westlich von Hennewig“                                                      | Haltern-Kirchspiel - 25 11 - 162 95 (Hohemarkenbusch enthält keine Anteile von Flur 25)                                                                                      | Haltern | | 5,8 - 25 - 25 | 51° 45′ 51″ N, 7° 9′ 8″ O |  |
| | 53 | HT 4 = AB 16 | Stieleiche | am Weg im Lohkamp, Weggabelung nordöstlich von Holtwick | Haltern-Kirchspiel - 9 - 105 + 182 | Haltern | | 3 - 30 - 30 | 51° 45′ 23″ N, 7° 8′ 27″ O |  |
| | % | AB 17 | Stieleiche | Nördlich Lünzum in der Feldflur. Der Baum ist, obgleich offenbar gelöscht, im Luftbild aus 2021 gut zu erkennen.                                                                                          | Haltern-Kirchspiel - 11 - 97 | Haltern | | 4 - 30 - 40 | 51° 45′ 51″ N, 7° 8′ 57″ O |  |
| | % | AB 18 | Rotbuche | nördlich Lünzum in der Feldflur am Waldrand. Weder auf Grundkarte noch auf TK 10 verzeichnet. Möglicherweise 65 m westnordwestlich oder 130 m südsüdöstlich von Nr. 17.                                   | Haltern-Kirchspiel - 11 - 97 | Haltern | | 4 - 30 - 40 | |  |
| | % | 19 (keine Lfd) | Rotbuche | „Nordöstlich von Lünzum im Wald“. Nordöstlich von Lünzum liegen in der Flur 11 allerdings nur die Flurstücke 95, 97 und 98.                                                                               | Haltern-Kirchspiel - 11 - 82 | Haltern | | 4 - 30 - 40 | |  |
| | % | AB 20 | Stieleiche | vor der Gaststätte Uhlenhof an der Holtwicker Straße | Haltern-Kirchspiel - 9 - 2 | Haltern | | 3 - 25 - 25 | 51° 45′ 15″ N, 7° 7′ 30″ O |  |
| | 63 | HT 3 = AB 21 | Süntelbuchen genannt „Hexenbuchen“ | südwestlich des Waldbeerenbergs in der Hohen Mark | Haltern-Kirchspiel - 11 - 89 | Haltern | Gruppe von Bäumen mit sehr urig-knorrigem Erscheinungsbild; seit 2005/2006 merklich beschädigt, siehe detailliertere Beschreibung | 2 - 15 - 20 | 51° 45′ 44″ N, 7° 6′ 45″ O |  |
| | % | AB 22 | Rotbuche | Vor Hof am Waldbeerenberg in der Hohen Mark. Keine Einzeichnung auf Grundkarte oder TK 10. | Haltern-Kirchspiel - 12 - 142 | Haltern | | 3,5 - 25 - 25 | |  |
| | % | AB 23a | Platanen (2 Stck.) | in der Feldflur als Feldgehölz, landschaftsprägend | Haltern-Kirchspiel - 26 - 12 + 13 | Haltern | | 3 - bis 25 - bis 25 | 51° 45′ 44″ N, 7° 10′ 16″ O |  |
| | % | AB 23b | Rosskastanien (2 Stck.) | in der Feldflur als Feldgehölz, landschaftsprägend | Haltern-Kirchspiel - 26 - 12 + 13 | Haltern | | 3 - bis 25 - bis 25 | 51° 45′ 44″ N, 7° 10′ 16″ O |  |
| | 59 | HT 1 = AB 24 | Rotbuche (Zwiesel mit Haupt- und Nebentrieb) | in der Feldflur im Norden von Lavesum; Strünkede, westlich des Hülstener Weges, nördlich der Merfelder Straße                                                                                             | Haltern-Kirchspiel - 23 - 14 | Haltern | Die freistehende, doppelstämmige Rotbuche (Zwiesel mit Haupt- und Nebentrieb) steht am Hülstener Weg im Norden von Lavesum und ist aufgrund ihrer exponierten Lage inmitten der Feldflur prägend für das Landschaftsbild. Der Baum ist sowohl aus ökologischer Sicht als auch aus landschaftsästhetischen Gründen schützenswert. | 4,50 - 28 - 25 | 51° 47′ 19″ N, 7° 9′ 53″ O |  |
| | % | AB 25 | Rotbuche (dreistämmig) | zwischen Antrup und Westrup, südlich der K 26, im Waldbestand | Haltern-Kirchspiel - 73 - 361 318 | Haltern | Der Baum, dessen Koordinaten hier angegeben sind, steht deutlich näher an Westrup als an Antrup und auf dem westlich benachbarten Flurstück. Es ist aber weit und breit der einzige auf der Grundkarte verzeichnete Baum. | 5 - 30 - 40 | 51° 43′ 34″ N, 7° 15′ 1″ O |  |
| | % | AB 26 | Rotbuche | Antrup, nördlich der K 26, im Waldbestand | Haltern-Kirchspiel - 74 - 161 | Haltern | | 6 - 25 - 30 | |  |
| | % | AB 27 | Rotbuche | Antrup, nördlich der K 26, im Waldbestand | Haltern-Kirchspiel - 74 - 161 | Haltern | | 5 - 30 - 30 | |  |
| | % | AB 28 | Rotbuche | Antrup, nördlich der K 26, im Waldbestand | Haltern-Kirchspiel - 74 - 161 | Haltern | | 5 - 30 - 30 | |  |
| | % | AB 29 | Rotbuche | Antrup, nördlich der K 26, im Waldbestand | Haltern-Kirchspiel - 74 - 161 | Haltern | | 5 - 30 - 30 | |  |
| | % | AB 30 | Rotbuche | Antrup, nördlich der K 26, im Waldbestand | Haltern-Kirchspiel - 74 - 161 | Haltern | | 5 - 30 - 30 | |  |
| | % | AB 31 | Rotbuche | Antrup, nördlich der K 26, im Waldbestand | Haltern-Kirchspiel - 74 - 161 | Haltern | | 6 - 30 - 40 | |  |
| | % | AB 32 | Rotbuche | Antrup, nördlich der K 26, im Waldbestand | Haltern-Kirchspiel - 74 - 161 | Haltern | | 6 - 30 - 40 | |  |
| | 114 | IB 30 | Findling | Lippramsdorf-Hagelkreuz (Schabbrink), Kreuzung Lembecker Straße / Jahnstraße | Haltern - 87 | Haltern | | | 51° 43′ 21″ N, 7° 5′ 16″ O |  |
| | 115 | IB 30 | Sommerlinde am Stiftsplatz Flaesheim | vor der Stiftskirche St. Maria Magdalena (weder auf Grundkarte noch auf TK 10 verzeichnet) | Flaesheim - 2 | Haltern | Das Alter wird auf knapp 500 Jahre geschätzt. | | 51° 43′ 12″ N, 7° 13′ 57″ O |  |
| | | | | | |         | | | |  |
| Herten | Herten | Herten | Herten | Herten | Herten | Herten  | LP Emscherniederung und Innenbereich | LP Emscherniederung und Innenbereich | LP Emscherniederung und Innenbereich |  |
| | 121 | IB 37 | Rosskastanie | Herten-Süd, Herner Str. / Branderheide (auf Grundkarte und TK 10 nicht verzeichnet) | Herten - 75 | Herten  | | | 51° 34′ 55″ N, 7° 9′ 5″ O |  |
| | 123 | IB 39 | Blutbuche | Innenstadt am Marktplatz | Herten - 55 | Herten  | | | 51° 35′ 33″ N, 7° 8′ 19″ O |  |
| | 125 | IB 41 | Blutbuche | Disteln, Kaiserstr. gegenüber Snirgelskamp, östlich der Friedenskirche (auf Grundkarte und TK 10 nicht verzeichnet)                                                                                       | Herten - 42 | Herten  | | | 51° 36′ 3″ N, 7° 9′ 7″ O |  |
| | 126 | IB 42 EN | Findling | Westerholt, Schlosspark, am nordwestlichsten Teich (Golfclub Schloss Westerholt) | Westerholt - 25 | Herten  | War zum Zeitpunkt der Erstellung des LP EN offenbar noch kein ND, daher dort nicht mit Nummer gelistet! Andererseits war es offenbar dem Innenbereich zugeordnet, wäre aber per LP Außenbereich. | | 51° 35′ 43″ N, 7° 4′ 46″ O |  |
| | 129 | IB 45 | Platane | Bertlich, Gustav-Gläser-Str. 48, Nähe Bertlicher Str. (auf Grundkarte und TK 10 nicht verzeichnet) | Herten - 127 | Herten  | | | 51° 36′ 52″ N, 7° 4′ 8″ O |  |
| | % | EN 1 | Stieleiche in der Feldhecke westlich des Schlosses Herten | in einer Feldhecke (LB 3) westlich des Schlosses Herten | Herten - 52 | Herten  | Diese über 100 Jahre alte Stieleiche steht an einem Verbindungsweg innerhalb einer Feldhecke. Der Weg verbindet den Schlosspark Herten, die Außenanlagen des Elisabethkrankenhauses und die westlich anschließenden Freiraumbereiche miteinander und ist ein wichtiger Erholungs- und Verbindungsweg. | 5 - 25 - 30 | 51° 35′ 25″ N, 7° 7′ 19″ O |  |
| | | | | | |         | | | |  |
| Marl | Marl | Marl | Marl | Marl | Marl | Marl    | LP Haard (außerhalb der eigentlichen Haard liegende NDer gesternt), LP Vestischer Höhenrücken, alter Außenbereich und Innenbereich | LP Haard (außerhalb der eigentlichen Haard liegende NDer gesternt), LP Vestischer Höhenrücken, alter Außenbereich und Innenbereich                            | LP Haard (außerhalb der eigentlichen Haard liegende NDer gesternt), LP Vestischer Höhenrücken, alter Außenbereich und Innenbereich                            |  |
| | 21 | HD 21* | Rotbuche (Fagus sylvatica) mit ihrem Traufbereich | südwestlich des Schachtes VI Auguste Victoria Marl in der Nähe der neuen Hülsbergstraße, unmittelbar nordnordöstlich der Halde Brinkfortsheide Erweiterung und in deren LSG!                              | Marl - 170 | Marl    | Sie überragt deutlich sichtbar den sie umgebenden Wald; durch den Neubau der Hülsbergstraße ist sie an ihrer Ostseite freigestellt worden. Vergleiche Grundlagenkarte II b Nr. 17. S | 5,18 - 30 - 15 | 51° 41′ 17″ N, 7° 9′ 0″ O |  |
| | 22 | HD 22 | Edelkastanien (Castanea sativa; 7 Stck.) mit ihren Traufbereichen | südwestlich der Gaststätte Halter Pforte westlich der Bundesstraße 51 (auf TK 10 ist nichts verzeichnet, auf Grundkarte nur eine)                                                                         | Marl - 174 | Marl    | 5 Exemplare stehen im Garten, einige davon bedürfen wegen ausgefaulter Äste und schadhafter Stämme dringend der Pflege. Edelkastanien mit solchem Alter und solchen Abmessungen sind in diesem Gebiet selten. Vergleiche Grundlagekarte II b Nr. 22. | bis 4,00 - 18 - 13 | 51° 40′ 51″ N, 7° 10′ 51″ O |  |
| | 30 | HD 30 | Findlinge (Granit + 1 weiterer) und ihre unmittelbare Umgebung (auf Grundkarte und TK 10 nicht verzeichnet)                                                                  | auf dem Gartengrundstück des Forsthauses Haidberg an der Bundesstraße 51 | Marl 176 | Marl    | 1 rötlicher Granit (unter Jungfichten westlich des Hauses) - 2. Beschr. fehlt. Vergleiche Grundlagenkarte II b Nr. 11. | 140/85/60 cm | 51° 40′ 31″ N, 7° 10′ 57″ O |  |
| | % | AB 33 | Rotbuche | Lippe; südöstlich von Hervest, im Garten „Am Kanal 345“ | Marl - 1 - 82 | Marl    | | 4 - 30 - 35 | 51° 40′ 15″ N, 7° 1′ 53″ O |  |
| | 66 | AB 34 | Rotbuche | Frentrop; südöstlich von Alt-Marl, Einfahrt zum Hof Rohmann (Stübbenfeldstraße 2) | Marl - 91 - 115 | Marl    | | 4 - 25 - 25 | 51° 38′ 21″ N, 7° 5′ 15″ O |  |
| | 68 | VH 2 | Rotbuche an der Dahlbrede | Marl-Löntrop zwischen Recklinghausen und Marl-Hüls, südöstlich von Loemühle an der Kreuzung Dahlbrede / Notweg zwischen Straße und Ackerlage                                                              | Marl - 146 | Marl    | Unmittelbar an einem Wirtschaftsweg zwischen Ortschaft und Acker gelegen, bildet sie einen schönen Übergang zwischen den verschiedenen Nutzungsbildern. Die in einiger Höhe ansetzende Verzweigung sowie die regelmäßig und fein verzweigte Krone sind charakteristisch für ihre natürliche Wuchsform. | ? - 20 - ? (Stammdurchmesser: 130 cm, rechnerisch daher etwa 4,08 Umfang)                                                                                     | 51° 38′ 50″ N, 7° 8′ 36″ O |  |
| | 118 | IB 34 | Platane | Hüls; Victoriastraße (Zeche AV 1/2), der Otto-Hue-Straße nördlich gegenüber | Marl - 123 | Marl    | | | 51° 39′ 58″ N, 7° 8′ 6″ O |  |
| | 119 | IB 35 | Rotbuche | Drewer; vor Altenheim Nibelungensiedlung im äußersten Osten (Kinderheimstraße, Ecke Im Spanenkamp) | Marl - 117 | Marl    | | | 51° 40′ 3″ N, 7° 7′ 24″ O |  |
| | 120 | IB 36 | Stieleiche | Mitte, gegenüber Theater Marl | Marl - 85 | Marl    | | | 51° 39′ 8″ N, 7° 5′ 23″ O |  |
| | 117 | VH 1 | Findling (Granit) an der Hülsstraße in Marl-Hüls | Die große Granitformation liegt an der Hülsstraße in Marl-Hüls, Höhe Jahnstadion. Offenbar per LP vom Innen- zum Außenbereich umdeklariert.                                                               | Marl - 129 | Marl    | Der auffällig große Granit ist etwa 2,90 Meter lang, 1,80 Meter breit, 1,30 Meter hoch, hat einen Gesamtumfang von gut 7,20 Meter und wiegt etwa 18,322 Tonnen | | 51° 39′ 35″ N, 7° 8′ 4″ O |  |
| | | | | | |         | | | |  |
| Oer-Erkenschwick | Oer-Erkenschwick | Oer-Erkenschwick | Oer-Erkenschwick | Oer-Erkenschwick | Oer-Erkenschwick | Oer-E.  | LP Haard (außerhalb der eigentlichen Haard liegende NDer gesternt) und Innenbereich | LP Haard (außerhalb der eigentlichen Haard liegende NDer gesternt) und Innenbereich                                                                           | LP Haard (außerhalb der eigentlichen Haard liegende NDer gesternt) und Innenbereich                                                                           |  |
| | 16 | HD 16a | Findling (Biotit) und unmittelbare Umgebung | in einem Waldweg etwa 450 m südlich des Dachsberges | Oer-Erkenschwick - 4 | Oer-E.  | rötlicher Biotit | 100/80/70 cm | 51° 41′ 58″ N, 7° 14′ 3″ O |  |
| | 16 | HD 16b | Findling (Granit) und unmittelbare Umgebung | in einem Waldweg etwa 450 m südlich des Dachsberges | Oer-Erkenschwick - 4 | Oer-E.  | grauer Granit | 70/60/50 cm | 51° 41′ 58″ N, 7° 14′ 3″ O |  |
| | 16 | HD 16c | Findling (Feldspat/Glimmer) und unmittelbare Umgebung | in einem Waldweg etwa 450 m südlich des Dachsberges | Oer-Erkenschwick - 4 | Oer-E.  | Feldspat/Glimmer | 95/85/65 cm | 51° 41′ 58″ N, 7° 14′ 3″ O |  |
| | 17 | HD 17 | Süntelbuchengruppe (3 Exemplare, Fagus sylvatica var. Suentelensis) mit ihrem Traufbereich                                                                                   | im Südrand des Waldbestandes etwa 330 m südwestlich der Wegekreuzung des Weseler Berges | Oer-Erkenschwick - 1 | Oer-E.  | Eine dieser süntelartig gewachsenen Rotbuchen ist 4- stämmig, die anderen sind doppelstämmig ausgebildet, siehe detailliertere Beschreibung | 5,02, 3,62, 3,83 - (gemessen an den Wurzelansätzen) - 24 - 18 (überschneidend)                                                                                | 51° 41′ 40″ N, 7° 12′ 34″ O |  |
| | 18 | HD 18 | Findling (Granit) und seine unmittelbare Umgebung | an der Wegekreuzung des Weseler Berges Wanderstrecken 5/5a (auf Grundkarte und TK 10 wie ein Ehrenmal eingezeichnet)                                                                                      | Oer-Erkenschwick - 1 | Oer-E.  | graurötlicher Granit 180/170/100 cm Im Februar 1982 wurde eine Gedenktafel an Josef Meis im Findling befestigt. | | 51° 41′ 49″ N, 7° 12′ 43″ O |  |
| | 19 | HD 19 | Rotbuche (Fagus sylvatica) mit ihrem Traufbereich | im Waldbestand an der Wanderstrecke X 5 etwa 500 m südöstlich der Wegekreuzung Weseler Berge | Oer-Erkenschwick - 3 | Oer-E.  | Ihrem Wuchs nach ist sie eine Süntelbuche, Exemplare solcher Art sind in diesem Gebiet selten zu finden. Sie befindet sich innerhalb der forstlichen Festsetzung Nr. 20. Vergleiche auch Grundlagenkarte II b Nr. 16. | 3,80 - 18 – 23 | 51° 41′ 38″ N, 7° 13′ 1″ O |  |
| | 20 | HD 20 | Rotbuchengruppe (2 Exemplare, Fagus sylvatica) mit ihrem Traufbereich | an der Flaesheimer Straße etwa 1700 m nördlich des St. Johannes | Oer-Erkenschwick - 4 | Oer-E.  | Das nördliche Exemplar zeigt starke Schrägstellung zur Wegeseite. Beide Bäume überragen deutlich den angrenzenden Waldsaum und sind weithin sichtbar. Vergleiche auch Grundlagenkarte II b Nr. 15. (Bem.: In der Grundkarte als „Buchentor“ beschriftet.) | 2,60 und 3,20 - ? und ? - 11 und 13 | 51° 41′ 40″ N, 7° 13′ 40″ O |  |
| | 23 | HD 23 | Rotbuche (Fagus sylvatica) mit ihrem Traufbereich | innerhalb einer Forstkultur etwa 1200 m nördlich des Familienferienwerkes | Oer-Erkenschwick - 2 | Oer-E.  | In einigen Metern Höhe bildet sie 6-stämmigen Wuchs. Wegen der sie umgebenden Jungbestände ist sie in diesem Waldbereich weithin sichtbar. Vergleiche Grundlagenkarte II b Nr. 21. | 7,90 - 25 m - 18 | 51° 41′ 0″ N, 7° 12′ 23″ O |  |
| | 24 | HD 24 | Rotbuche (Fagus sylvatica) mit ihrem Traufbereich | in einer Lärchenschonung ca. 250 m südlich der Gernequelle | Oer-Erkenschwick - 6 | Oer-E.  | Ihr besonders breit ausladender Wuchs kommt an dem flach geneigten Hangstandort deutlich zur Geltung. Der Windbruchschaden soll durch Pflegemaßnahmen behandelt werden. Vergleiche Grundlagenkarte II b Nr. 20 | 3,80 - 28 m - 25 | 51° 41′ 5″ N, 7° 15′ 1″ O |  |
| | 31 | HD 31* | Rotbuche (Fagus sylvatica) mit ihrem Traufbereich | im Hausgarten der Gaststätte St. Johannes, Haardgrenzweg (nur 40 m südwestlich jenseits des Grenzwegs) | Oer-Erkenschwick - 12 | Oer-E.  | Durch ihren schlanken Wuchs und die Nähe zum Gebäude wird der Anbau z. T. vom Kronenbereich überdeckt. Vom Haardvorland her ist dieser Baum weithin sichtbar. Vergleiche Grundlagenkarte II b Nr. 24. | 3,80 - 28 – 24 | 51° 40′ 19″ N, 7° 12′ 27″ O |  |
| | 32 | HD 32 | Rotbuche (Fagus sylvatica) mit ihrem Traufbereich | am Waldweg an der Diller Mark etwa 520 m ostsüdöstlich des St. Johannes | Oer-Erkenschwick - 5 | Oer-E.  | Ihr besonders stattlicher und weitausladender Wuchs ist bemerkenswert; durch die exponierte Lage und das Überragen der Kiefernbestände ist sie in der Diller Mark / Peters Heide weithin sichtbar. Vergleiche Grundlagenkarte II b Nr. 23. | 6,00 - 25 - 25 | 51° 40′ 41″ N, 7° 13′ 49″ O |  |
| | 33 | HD 33 | Rotbuche (Fagus sylvatica) mit ihrem Traufbereich | nordwestlich der Gaststätte Mutter Wehner auf der Böschung zwischen Haardstraße und Naturpark - Parkplatz                                                                                                 | Oer-Erkenschwick - 22 | Oer-E.  | In knapp 2 m Höhe verzweigt sie sich zur Doppelstämmigkeit. Als besondere Eigenart ist ihr schlanker Wuchs anzusehen. Vergleiche Grundlagenkarte II b Nr. 25. | 4,70 - 26 - 15 | 51° 39′ 51″ N, 7° 13′ 54″ O |  |
| | 34 | HD 34 | Findlinge (2 Stück., Granit) und ihre unmittelbare Umgebung | an der Einfahrt des Naturpark-Parkplatzes westlich gegenüber der Gaststätte Mutter Wehner | Oer-Erkenschwick - 22 | Oer-E.  | 1 roter Granit 1 schwarzer Granit Vergleiche Grundlagenkarte II b Nr. 13. | 150/160/130 cm 110/95/40 cm | 51° 39′ 49″ N, 7° 13′ 55″ O |  |
| | 35 | HD 35 | Rotbuchenreihe (3 Exemplare, Fagus sylvatica) mit ihrem Traufbereich | am Waldrand nördlich des Forsthauses Küsberg | Oer-Erkenschwick - 29 | Oer-E.  | Sie gliedern den Waldrandbereich und sind von Süden her sichtbar. Durch Abbrücke von Hauptästen zeigen 2 Buchen einseitige Kronenausbildung. Vergleiche Grundlagenkarte II b Nr. 26. | 2,50 - 25 - 15 | 51° 39′ 52″ N, 7° 16′ 1″ O |  |
| | 137 | HD 37* | Rotbuche (Fagus sylvatica) mit ihrem Traufbereich | im Südrand des Waldbestandes nördlich des Ottenfeldes, etwa 250 m südöstlich der Jugendherberge | Oer-Erkenschwick - 21 | Oer-E.  | Sie bildet einen über 6 m weit ausladenden Wurzelteller und ist doppelstämmig verzweigt. Der Wuchs dieses Baumes ist bemerkenswert; er übertrifft die anderen an Stärke und Höhe. Er befindet sich innerhalb der forstlichen Festsetzung Nr. 40. Vergleiche Grundlagenkarte II b Nr. 28. | 6,83 - 32 – 18 | 51° 39′ 32″ N, 7° 13′ 14″ O |  |
| | 38 | HD 38* | Rotbuche (Fagus sylvatica) mit ihrem Traufbereich | auf dem Hofgrundstück Otte, Flaesheimer Straße, nordwestlich von Alt-Oer | Oer-Erkenschwick - 23 | Oer-E.  | Sie gliedert den Hofraum und ist vom Haardvorland hat weithin sichtbar. Vergleiche Grundlagenkarte II b Nr. 29. | 4,30 - 31 - 30 | 51° 39′ 29″ N, 7° 13′ 28″ O |  |
| | 40 | HD 40* | Rotbuchengruppe (2 Exemplare, Fagus sylvatica) | ca. 70 m südlich der Zechenbahn im Waldgebiet östlich der Schachtanlage Ewald Fortsetzung V. | Oer-Erkenschwick - 35 | Oer-E.  | Sie stehen auf/an einem ehemaligen Grenzwall im Waldgebiet östlich der Schachtanlage Ewald Fortsetzung V. Gegenüber den umgebenden z. T. lichten Gehölzen stechen sie mit ihrer Größe, Schönheit und Eigenart eindeutig hervor. | 3 - 30 - 25 | 51° 39′ 1″ N, 7° 17′ 36″ O |  |
| | 111 | IB 27 | Buche | Rapen, Holtgarde 45 b; weder auf Grundkarte noch auf TK 10 eingezeichnet | Oer-Erkenschwick - 40 | Oer-E.  | | | 51° 39′ 5″ N, 7° 16′ 34″ O |  |
| | | | | | |         | | | |  |
| Recklinghausen | Recklinghausen | Recklinghausen | Recklinghausen | Recklinghausen | Recklinghausen | RE      | LP Vestischer Höhenrücken und Innenbereich | LP Vestischer Höhenrücken und Innenbereich | LP Vestischer Höhenrücken und Innenbereich |  |
| | 149 | VH 3 | Winterlinde am Hof Brünninghof | Speckhorn/Bockholt, zwischen Recklinghausen und Marl(-Löntrop bzw. -Hüls) westlich der A 43 am Reiterhof Brünninghof                                                                                      | Recklinghausen - 221 | RE      | mehr als 200 Jahre alt, freistehend | ? - 25 - ? (Stammdurchmesser: 140 cm, rechnerisch also etwa 4,40 Umfang)                                                                                      | 51° 38′ 30″ N, 7° 10′ 3″ O |  |
| | 148 | VH 4a | Hagelkreuz bei Essel | ca. 700 m östlich von Essel | Recklinghausen - 354 | RE      | Ensemble aus Hagelkreuz, Findling und Weide auf ökologisch wertvoller Parzelle, siehe detailliertere Beschreibung | | 51° 37′ 11″ N, 7° 15′ 54″ O |  |
| | 148 | VH 4b | Findling bei Essel | ca. 700 m östlich von Essel | Recklinghausen - 354 | RE      | Ensemble aus Hagelkreuz, Findling und Weide auf ökologisch wertvoller Parzelle, siehe detailliertere Beschreibung | | 51° 37′ 11″ N, 7° 15′ 54″ O |  |
| | 148 | VH 4c | Weide bei Essel | ca. 700 m östlich von Essel | Recklinghausen - 354 | RE      | Ensemble aus Hagelkreuz, Findling und Weide auf ökologisch wertvoller Parzelle, siehe detailliertere Beschreibung | | 51° 37′ 11″ N, 7° 15′ 54″ O |  |
| | 132 | IB 48 | Eiche | Innenstadt, nördlich Paulsörter 22; weder auf Grundkarte noch auf TK 10 eingezeichnet | Recklinghausen - 335 | RE      | | | 51° 36′ 48″ N, 7° 11′ 45″ O |  |
| | 133 | IB 49 | Buche | Paulusviertel, Herner Str. 54; weder auf Grundkarte noch auf TK 10 eingezeichnet | Recklinghausen - 432 | RE      | | | 51° 36′ 22″ N, 7° 11′ 58″ O |  |
| | 134 | IB 50 | Buche | Paulusviertel, Herner Str. 54; weder auf Grundkarte noch auf TK 10 eingezeichnet | Recklinghausen - 432 | RE      | | | 51° 36′ 22″ N, 7° 11′ 57″ O |  |
| | 136 | IB 52 | Eiche | Essel, Marfeldstr. 20; vor Brennerei Dörlemann, weder auf Grundkarte noch auf TK 10 eingezeichnet | Recklinghausen - 353 | RE      | | | 51° 37′ 24″ N, 7° 15′ 12″ O |  |
| | 143 | IB 60 | Trauerbuche | südliches Nordviertel, Am Lohtor / Lindenhof; weder auf Grundkarte noch auf TK 10 eingezeichnet | Recklinghausen - 334 | RE      | | | 51° 37′ 4″ N, 7° 11′ 56″ O |  |
| | 144 | IB 61 | Rosskastanie | südliches Nordviertel, Martinistr. / Wickingstr.; weder auf Grundkarte noch auf TK 10 eingezeichnet | Recklinghausen - 334 | RE      | | | 51° 37′ 4″ N, 7° 12′ 5″ O |  |
| | | | | | |         | | | |  |
| Waltrop | Waltrop | Waltrop | Waltrop | Waltrop | Waltrop | Waltrop | nominell LPe Ost-Vest, Lippe und Innenbereich, die beiden NDer in Oberwiese sind allerdings außerhalb des LP Ostvest und dennoch als Außenbereich deklariert. | nominell LPe Ost-Vest, Lippe und Innenbereich, die beiden NDer in Oberwiese sind allerdings außerhalb des LP Ostvest und dennoch als Außenbereich deklariert. | nominell LPe Ost-Vest, Lippe und Innenbereich, die beiden NDer in Oberwiese sind allerdings außerhalb des LP Ostvest und dennoch als Außenbereich deklariert. |  |
| | 72 | AB 35 | Rotbuche | Oberwiese, am Hebewerk 86 / Im Depot; Buche auf dem Eckgrundstück (auf Grundkarte und GK 10 nicht verzeichnet); im OSM fälschlich (siehe Foto!) als „Linde“ deklariert                                    | Waltrop - 64 - 207 | Waltrop | | 3 - 25 - 25 | 51° 36′ 50″ N, 7° 19′ 15″ O |  |
| | 73 | AB 36 | Rotbuche | Oberwiese, am Hebewerk 86 / Im Depot; Buche 25 m nördlich der Kreuzung (auf Grundkarte und GK 10 nicht verzeichnet)                                                                                       | Waltrop - 64 - 207 | Waltrop | | 3 - 25 - 25 | 51° 36′ 51″ N, 7° 19′ 15″ O |  |
| | 96 | IB 12 | Findling, grobkörniger Granit | Am Rathaus, Hochstr. Ecke Münsterstr. (auf Grundkarte und GK 10 nicht verzeichnet) | Waltrop - 54 | Waltrop | | | 51° 37′ 23″ N, 7° 23′ 26″ O |  |
| | 97 | IB 13 | Pappel | Osten des Zechenwaldes (auf Grundkarte und GK 10 nicht verzeichnet) | Waltrop - 43 | Waltrop | | | 51° 37′ 17″ N, 7° 25′ 20″ O |  |
| | | | | | |         | | | |  |

## Ausgelagerte Einzelbeschreibungen

### Süntelbuchen in der Haard (LfD 17)
„Eine dieser Rotbuchen ist 4- stämmig, die anderen sind doppelstämmig ausgebildet.
Der Wuchs dieser Bäume ist süntelähnlich ausgebildet; Exemplare dieser Art kommen in diesem Gebiet selten vor.
Sie befinden sich innerhalb der forstlichen Festsetzung Nr. 19. Vergleiche Grundlagenkarte II b Nr. 14.“

→ (zurück) zur Tabelle nebst Koordinaten und weiterer Daten

### Hexenbuchen in der Hohen Mark (Lfd 63)
„Der Dreh- oder Krüppelwuchs dieser Varietät der Rotbuche [Fagus sylvatica var. Suentelensis Schelle (1903) syn. Fagus sylvatica var. Tortuosa Willkomm (1887)] hat schon immer die Fantasie der Menschen angeregt. Da sie von mehr ästhetischem, als holzwirtschaftlichem Wert ist, ist sie nur selten zu finden. Vor allem seit Mitte des 18. Jahrhunderts im Süntel in Niedersachsen ein Großteil von ihnen zum Zwecke der wirtschaftlich effektiveren Waldnutzung gefällt wurden, stellen die Süntelbuchen eine Rarität von kulturhistorischer Bedeutung dar.
Das urige Erscheinungsbild der Baumgruppe ist wertbestimmendes Merkmal für das Naturdenkmal Nr. 3. Krumm und knorrig, wie Hexenfinger erscheinen die Triebe der Bäume, weshalb sie auch „Hexenbuchen“ genannt werden.
Seitdem die Bäume 2005/2006 zu großen Teilen unter schwerer Schneelast zusammenbrachen, ist nur noch zum Teil zu erkennen, wie eindrücklich sie sich einst vom umgebenden Bestand der Wälder der Hohen Mark hervorhoben. Der Bereich darf auch heute noch aus Sicherheitsgründen nicht betreten werden. Sie sollen dennoch als Naturdenkmal erhalten werden, da sie ihre Ausstrahlung auch in diesem Stadium nicht verloren haben. Auch sollen die neu gepflanzten Exemplare das frühere Bild eines Tages ersetzen.“

→ (zurück) zur Tabelle nebst Koordinaten und weiterer Daten

### Hagelkreuz bei Essel (Lfd 148)
„Das „Hilbringsche Hagelkreuz“ steht auf den östlichen Ausläufern des Höhenrückens östlich von Essel und südlich der Hohen Schlenke. Vor dem Hagelkreuz liegt ein ursprünglich aus der Haard stammender Findling und auf der kleinen Parzelle finden sich neben einer Weide zudem einige Orchideen (Geflecktes Knabenkraut)
Das Hagelkreuz war seit dem ausgehenden Mittelalter Wegmarke der Johannesprozessionen im Bereich Suderwich und Essel und markiert hier den Verlauf alter Wegeverbindungen über den Höhenrücken.
Das 1497 errichtete ursprüngliche Kreuz, hier an seinem zweiten Standort, wurde in den 1980er Jahren aus einem 800jährigen Eichenbalken gefertigt. Das Ensemble aus Kreuz, Weide und Findling steht auf einer kleinen freien Parzelle, inmitten intensiver agrarischer Nutzung, auf der sich ein Rest hier vorkommender seltener Pflanzenarten gehalten hat.“

→ (zurück) zur Tabelle nebst Koordinaten und weiterer Daten

## Landschaftspläne
Im Folgenden werden kurz die Festlegungen und Geltungsbereiche der Landschaftspläne dargestellt.

### Landschaftsplan Nr. 1 – Die Haard
Der Landschaftsplan ist bereits seit dem 18. Oktober 1991 rechtskräftig. Er umfasst nicht nur die Haard und ihre unmittelbare Nachbarschaft, sondern auch (Nr. 29, 39 und 40) einige Objekte, die wenig mit der Haard zu tun haben. Im Südosten enthält er halbinselartig den bauerschaftlich gebliebenen östlichen Rand Rapens (bzw. Oer-Erkenschwicks) bis zur Ewaldstraße, westlich davon reicht er bis zum Gelände der ehemaligen Zeche Ewald Fortsetzung (Schächte 1–3). Im mittleren Süden wird Sinsen südöstlich gerahmt bis an die Eisenbahntrasse, die durch 2 km Feld vom Wald der Haard getrennt wird. Nach Westen enthält er nicht nur die Halde Brinkfortsheide Erweiterung und die Bewaldung nordwestlich davon (und unmittelbar östlich von Marl-Hamm) – welche immerhin nur durch die A 43 vom Wald der Haard getrennt werden – sondern auch die Herner Feldfluren bis vor das Dorf Sickingmühle. Im Norden ist, abgesehen von geschlossenen Besiedelungen in Hamm-Bossendorf und Flaesheim, der Wesel-Datteln-Kanal Grenze, im Osten auf Dattelner Stadtgebiet die Recklinghäuser Straße, weiter südlich schließlich die östliche Stadtgrenze Oer-Erkenschwicks bis zur Dattelner Randsiedlung Im Winkel..
NDer, die außerhalb der eigentlichen Haard liegen, sind gesternt. Aktuell (April 2022) werden von den einst 40 NDern 2 nicht mehr geführt. Ein weiteres ist offenbar nicht mehr existent, wird aber noch geführt.
| Bild | Lfd | Nr. im LP | Bezeichnung des Naturdenkmals                                                                                              | Lagebezeichnung | Gemarkung - Flur - Flurstück | Stadt   | Beschreibung | Maße: (in m) Stammumfang etwa in 1 m Höhe (ca.) - Höhe - Kronendurchmesser                                                                                | Koordinaten                 |
| ---- | --- | --------- | --- | --- | ---------------------------- | ------- | --- | --- | --------------------------- |
|      | 1   | HD 1*     | Granitfindlinge (3 Stck.) und ihre unmittelbare Umgebung                                                                   | auf dem Vorplatz des Ehrenmales Haltern Hamm (auf Grundkarte und TK 10 nicht verzeichnet)                                                                                    | Haltern - 145                | Haltern | 1 Granit 110/100/80 cm 1 Granit 85/60/65 cm 1 Granit 60/45/50 cm Noch weitere, auf dem Vorplatz abgelagerte kleinere Findlinge sind nicht Gegenstand dieser Festsetzung. | | 51° 43′ 18″ N, 7° 10′ 21″ O |
|      | 2   | HD 2      | Rotbuchengruppe (2 Exemplare, Fagus sylvatica) mit ihrem Traufbereich                                                      | an der Südböschung der L 612 östlich von Haltern-Hamm. | Haltern - 146                | Haltern | Sie sind von allen Seiten her weit sichtbar - selbst von Norden her über den Damm der Landstraße 612. Vergleiche Grundlagenkarte II b Nr. 1 | 2,60 / 2.35 - 25 - 18 | 51° 43′ 12″ N, 7° 10′ 35″ O |
|      | 3   | HD 3      | Rotbuche (Fagus sylvatica)                                                                                                 | Westrand Flaesheimer Gemarkung, „am Ostrand des Waldbestandes westlich der Feldflur Bossendorf“, etwa 660 m südlich der L 612.                                               | Flaesheim - 11               | Haltern | Sie ist von der Feldflur her weit sichtbar, gestaltet den Waldrand und befindet sich innerhalb der forstlichen Festsetzung Nr. 4. Vergleiche Grundlagenkarte II b Nr. 4. | 3,80 - 30 - 19 | 51° 43′ 0″ N, 7° 12′ 7″ O   |
|      | 4   | HD 4*     | Findling (Quarzit) und seine unmittelbare Umgebung                                                                         | am Wesel-Datteln-Kanal zwischen beiden Schleusenkammern der Schleuse Flaesheim (Westseite); auf Grundkarte und TK 10 nicht verzeichnet                                       | Flaesheim - 2                | Haltern | Graubräunlicher Quarzit 275/200/145 cm | | 51° 43′ 7″ N, 7° 14′ 30″ O  |
|      | 5   | HD 5*     | Findlinge (Granit, 2 Stck.) und ihre unmittelbare Umgebung                                                                 | auf dem Hofgrundstück Schulte-Althoff in Flaesheim, Schleusenweg (auf Grundkarte und TK 10 nicht verzeichnet)                                                                | Flaesheim - 2                | Haltern | 1 Granit 100/70/60 cm (Ecke Nebengebäude östlich des Wohnteiles) 1 Granit 110/80/50 cm (Giebel Abstellgebäude nördlich des Wohnteiles) Weitere kleinere Findlinge sind nicht Gegenstand dieser Festsetzung. | | 51° 42′ 59″ N, 7° 14′ 32″ O |
|      | 6   | HD 6*     | Findlinge (5 Stck.) und ihre unmittelbare Umgebung                                                                         | am Einfahrtsbereich des Betriebsgebäudes der Quarzwerke GmbH in Haltern-Flaesheim (auf Grundkarte und TK 10 nicht verzeichnet)                                               | Flaesheim - 2                | Haltern | 1 Granit 160/120/70 cm 1 Granit 100/95/65 cm (Zufahrt nördlich des Bürogebäudes) 1 Rapakiwi 185/140/120 cm 1 heller Granit 115/70/60 cm 1 Biotit 120/80/50 cm (direkt am Bürogebäude und südlich davon) Weitere in der Nähe abgelagerte kleinere Findlinge sind nicht Gegenstand dieser Festsetzung | | 51° 42′ 50″ N, 7° 15′ 4″ O  |
|      | 7   | HD 7*     | Rotbuche (Fagus sylvatica) mit ihrem Traufbereich                                                                          | auf dem Gehöftsgrundstück Marler Straße 185 in der Bauernschaft Haltern-Puppendahl                                                                                           | Haltern - 145                | Haltern | Ihr schlanker Wuchs bildet einen besonderen Kontrast zur vorhandenen Bausubstanz und zum niedrigen Bewuchs der Umgebung. | 3,55 - 26 - 18 | 51° 43′ 0″ N, 7° 9′ 52″ O   |
|      | 8   | HD 8      | Stieleiche (Quercus robur) mit ihrem Traufbereich                                                                          | Westrand der Gemarkung Flaesheim, „am Westrand der Feldflur Bossendorf“, etwa 1200 m südlich der L 612                                                                       | Flaesheim - 11               | Haltern | Sie ist von der Feldflur her weit sichtbar, gestaltet deren Randbereich und steht innerhalb der forstlichen Festsetzung Nr. 5 (Erstaufforstungsverbot). | 2,98 - 20 – 16 | 51° 42′ 43″ N, 7° 12′ 16″ O |
|      | 9   | HD 9      | Rotbuchengruppe und -reihe (2 Exemplare Feldflur, 8 Exemplare Waldtrauf Fagus sylvatica) mit ihren Traufbereichen          | in und an einer Feldflur südlich von Haltern-Flaesheim-Dorf | Flaesheim - 9                | Haltern | | 2 Rotbuchen in der Feldflur: 3,46 und 2,67 - etwa 24 und 22 - 15 m und 12 m 8 Rotbuchen im Waldtrauf: bis zu 3,20 - zwischen etwa 25 und 28 – bis etwa 13 | 51° 42′ 45″ N, 7° 12′ 47″ O |
|      | 10  | HD 10*    | Rotbuche (Fagus sylvatica), mit ihrem Traufbereich                                                                         | am Waldrand ca. 300 m südlich des Friedhofes Haltern-Flaesheim | Flaesheim - 10               | Haltern | Sie ist doppelstämmig ausgebildet und überragt deutlich den angrenzenden Wald und die anschließenden Gehölze des Grenzwalles zur Feldflur. (Nur minimal außerhalb der Haard!) | 3,90 - 23 - 18 | 51° 42′ 49″ N, 7° 13′ 24″ O |
|      | 11  | HD 11     | Rotbuche (Fagus sylvatica) mit ihrem Traufbereich                                                                          | an der am Flaesheimer Straße Meilerweg, etwa 500 m südlich des Waldparkplatzes Haltern-Flaesheim                                                                             | Flaesheim - 7                | Haltern | Sie steht auf einem Grenzwall zwischen Weg und Feldflur, ist vom Wurzelansatz dreistämmig ausgebildet (breit ausladend), 1 Stamm überragt z. T. den Weg und ist von Osten her weit sichtbar. | 8,80 (gemessen am Wurzelansatz) - 20 - 15 | 51° 42′ 27″ N, 7° 13′ 39″ O |
|      | 12  | HD 12     | Findlinge (2 Stck.) und ihre unmittelbare Umgebung                                                                         | im Wald an der Schrammberganhöhe südwestlich des Werksgeländes der Quarzwerke GmbH                                                                                           | Flaesheim - 6                | Haltern | 1 Granit 160/120/60 cm 1 Sandstein 185/135/90 cm | | 51° 42′ 16″ N, 7° 15′ 11″ O |
|      | 13  | HD 13     | Stieleiche (Quercus robur) mit ihrem Traufbereich                                                                          | am Südrand einer ehemaligen Sandgrube, etwa 300 m östlich der Kreuzung L 612 / Bundesbahn                                                                                    | Haltern - 151                | Haltern | Im Übergangsbereich zwischen der ehemaligen Sandgrube im Norden und der Feldflur im Süden ist sie von allen Seiten her weit sichtbar. | 2,98 - 18 - 11 | 51° 42′ 33″ N, 7° 9′ 34″ O  |
|      | 14  | HD 14     | Rotbuche (Fagus sylvatica) mit ihrem Traufbereich                                                                          | im Waldbestand etwa 830 m nordwestlich der Wegekreuzung Weseler Berg | Flaesheim - 8                | Haltern | In einigen Metern Höhe verzweigt sich der Wuchs zur 3-Stämmigkeit. Wegen des exponierten Standortes wird dieses Exemplar nach Nutzung der umliegenden Waldbestände einen noch höheren gestalterischen Wert erhalten. | 4,10 - 24 - 18 | 51° 42′ 11″ N, 7° 12′ 18″ O |
|      | 15  | HD 15     | Rotbuche (Fagus sylvatica) mit ihrem Traufbereich                                                                          | im Waldbestand, etwa 130 m südöstlich des Rennberg-Feuerwachturmes | Flaesheim - 8                | Haltern | Ihr Wuchs ist von besonders gedrungener Gestalt. Sie befindet sich innerhalb der forstlichen Festsetzung Nr. 16. Vergleiche auf Grundlagenkarte II b Nr. 13. | 3,20 - 28 - 15 | 51° 41′ 59″ N, 7° 13′ 18″ O |
|      | 16  | HD 16     | Findlinge (3 Stck.) und ihre unmittelbare Umgebung                                                                         | in einem Waldweg etwa 450 m südlich des Dachsberges | Oer-Erkenschwick - 4         | Oer-E.  | 1 rötlicher Biotit 100/80/70 cm 1 grauer Granit 70/60/50 cm 1 Feldspat/Glimmer 95/85/65 cm Vergleiche auch Grundlagenkarte II b Nr. 7. | | 51° 41′ 58″ N, 7° 14′ 3″ O  |
|      | 17  | HD 17     | Rotbuchengruppe (3 Exemplare, Fagus sylvatica) mit ihrem Traufbereich                                                      | im Südrand des Waldbestandes etwa 330 m südwestlich der Wegekreuzung des Weseler Berges                                                                                      | Oer-Erkenschwick - 1         | Oer-E.  | Eine dieser Rotbuchen ist 4- stämmig, die anderen sind doppelstämmig ausgebildet. Der Wuchs dieser Bäume ist süntelähnlich ausgebildet; Exemplare dieser Art kommen in diesem Gebiet selten vor. Sie befinden sich innerhalb der forstlichen Festsetzung Nr. 19. Vergleiche Grundlagenkarte II b Nr. 14.                                                                                                   | 5,02, 3,62, 3,83 - (gemessen an den Wurzelansätzen) - 24 - 18 (überschneidend)                                                                            | 51° 41′ 40″ N, 7° 12′ 34″ O |
|      | 18  | HD 18     | Findling (Granit) und seine unmittelbare Umgebung                                                                          | an der Wegekreuzung des Weseler Berges Wanderstrecken 5/5 a (auf Grundkarte und TK 10 wie ein Ehrenmal eingezeichnet)                                                        | Oer-Erkenschwick - 1         | Oer-E.  | graurötlicher Granit 180/170/100 cm Im Februar 1982 wurde eine Gedenktafel an Josef Meis im Findling befestigt. | | 51° 41′ 49″ N, 7° 12′ 43″ O |
|      | 19  | HD 19     | Rotbuche (Fagus sylvatica) mit ihrem Traufbereich                                                                          | im Waldbestand an der Wanderstrecke X 5 etwa 500 m südöstlich der Wegekreuzung Weseler Berge                                                                                 | Oer-Erkenschwick - 3         | Oer-E.  | Ihrem Wuchs nach ist sie eine Süntelbuche, Exemplare solcher Art sind in diesem Gebiet selten zu finden. Sie befindet sich innerhalb der forstlichen Festsetzung Nr. 20. Vergleiche auch Grundlagenkarte II b Nr. 16. | 3,80 - 18 – 23 | 51° 41′ 38″ N, 7° 13′ 1″ O  |
|      | 20  | HD 20     | Rotbuchengruppe (2 Exemplare, Fagus sylvatica) mit ihrem Traufbereich                                                      | an der Flaesheimer Straße etwa 1700 m nördlich des St. Johannes | Oer-Erkenschwick - 4         | Oer-E.  | Das nördliche Exemplar zeigt starke Schrägstellung zur Wegeseite. Beide Bäume überragen deutlich den angrenzenden Waldsaum und sind weithin sichtbar. Vergleiche auch Grundlagenkarte II b Nr. 15. (Bem.: In der Grundkarte als „Buchentor“ beschriftet.) | 2,60 und 3,20 - ? und ? - 11 und 13 | 51° 41′ 40″ N, 7° 13′ 40″ O |
|      | 21  | HD 21*    | Rotbuche (Fagus sylvatica) mit ihrem Traufbereich                                                                          | südwestlich des Schachtes VI Auguste Victoria Marl in der Nähe der neuen Hülsbergstraße, unmittelbar nordnordöstlich der Halde Brinkfortsheide Erweiterung und in deren LSG! | Marl - 170                   | Marl    | Sie überragt deutlich sichtbar den sie umgebenden Wald; durch den Neubau der Hülsbergstraße ist sie an ihrer Ostseite freigestellt worden. Vergleiche Grundlagenkarte II b Nr. 17. S | 5,18 - 30 - 15 | 51° 41′ 17″ N, 7° 9′ 0″ O   |
|      | 22  | HD 22     | Edelkastanien (7 Stck.) (Castanea sativa) mit ihren Traufbereichen                                                         | südwestlich der Gaststätte Halter Pforte westlich der Bundesstraße 51 (auf TK 10 ist nichts verzeichnet, auf Grundkarte nur eine)                                            | Marl - 174                   | Marl    | 5 Exemplare stehen im Garten, einige davon bedürfen wegen ausgefaulter Äste und schadhafter Stämme dringend der Pflege. Edelkastanien mit solchem Alter und solchen Abmessungen sind in diesem Gebiet selten. Vergleiche Grundlagekarte II b Nr. 22. | bis 4,00 - 18 - 13 | 51° 40′ 51″ N, 7° 10′ 51″ O |
|      | 23  | HD 23     | Rotbuche (Fagus sylvatica) mit ihrem Traufbereich                                                                          | innerhalb einer Forstkultur etwa 1200 m nördlich des Familienferienwerkes | Oer-Erkenschwick - 2         | Oer-E.  | In einigen Metern Höhe bildet sie 6-stämmigen Wuchs. Wegen der sie umgebenden Jungbestände ist sie in diesem Waldbereich weithin sichtbar. Vergleiche Grundlagenkarte II b Nr. 21. | 7,90 - 25 m - 18 | 51° 41′ 0″ N, 7° 12′ 23″ O  |
|      | 24  | HD 24     | Rotbuche (Fagus sylvatica) mit ihrem Traufbereich                                                                          | in einer Lärchenschonung ca. 250 m südlich der Gernequelle | Oer-Erkenschwick - 6         | Oer-E.  | Ihr besonders breit ausladender Wuchs kommt an dem flach geneigten Hangstandort deutlich zur Geltung. Der Windbruchschaden soll durch Pflegemaßnahmen behandelt werden. Vergleiche Grundlagenkarte II b Nr. 20 | 3,80 - 28 m - 25 | 51° 41′ 5″ N, 7° 15′ 1″ O   |
|      | 25  | HD 25     | Findlinge (2 Stck.) und ihre unmittelbare Umgebung                                                                         | auf dem Hausgrundstück vor der Gaststätte Schnieder im Jammertal (auf Grundkarte und TK 10 nicht verzeichnet)                                                                | Ahsen - 1                    | Datteln | 1 Gneis 100/85/65 cm (am Südgiebel des südlichen Nebengebäudes) 1 Granit 150/1ß00/65 cm (neben dem Teich südlich des Haupteinganges) Vergleiche Grundlagenkarte II b Nr. 10 S | | 51° 41′ 11″ N, 7° 16′ 6″ O  |
|      | 26  | HD 26     | Edelkastaniengruppe (3 Exemplare, Castanea sativa) mit ihrem Traufbereich                                                  | im Hausgarten der Gaststätte Schnieder im Jammertal | Ahsen - 1                    | Datteln | Wegen z. T. ausgefaulter Äste müssen Pflegemaßnahmen durchgeführt werden; Edelkastanien mit solchem Altern und solchen Abmessungen sind in diesem Gebiet selten. Vergleiche Grundlagenkarte II b Nr. 18. | 3,20 - 28 - 12 | 51° 41′ 13″ N, 7° 16′ 6″ O  |
|      | 27  | HD 27     | Hainbuchenreihe (Carpinus betulus) mit ihrem Traufbereich                                                                  | auf einem Grenzwall etwa 230 m südöstlich der Gaststätte Schnieder im Jammertal (weder auf Grundkarte noch auf TK 10 verzeichnet)                                            | Ahsen - 1                    | Datteln | Diese Hainbuchenreihe besteht aus 26 etwa 100-jährigen Exemplaren und ist ein ehemaliger Grenzwall. Einige Eichen und die Verjüngung verschiedener Arten schließen Ausfälle und Lücken. Durch den Neubau der Zufahrt zur Gaststätte ist diese Baumreihe unterbrochen worden. Als solch relativ geschlossene Reihe kommt die Hainbuche in diesem Gebiet selten vor. Vergleiche Grundlagenkarte II b Nr. 19. | | 51° 41′ 7″ N, 7° 16′ 16″ O  |
|      | 28  | HD 28     | Findling (Granit) und seine unmittelbare Umgebung                                                                          | im Wald etwa 420 m ostnordöstlich der Gaststätte Schnieder im Jammertal | Ahsen - 1                    | Datteln | grauer Granit 190/190/90 cm Er liegt teilweise eingebettet in den Waldboden und kommt nicht voll in seinen Abmessungen zur Geltung. Unter Mitwirkung der Unteren Landschaftsbehörde könnte eine Verlegung an besser sichtbare Stelle in Erwägung gezogen werden. Vergleiche Grundlagenkarte II b Nr. 9. | | 51° 41′ 21″ N, 7° 16′ 25″ O |
|      | 29  | HD 29     | Lindengruppe (2 Exemplare, Tilia cordata) mit ihrem Traufbereich                                                           | in der Feldflur etwa 400 m südwestlich des ehemaligen Hauses Mahlenburg | Datteln 2/3                  | Datteln | Sie bilden zusammen mit dem vorhandenen Wegekreuz eine markante Orientierung in dieser Feldflur. Bem.: Offenbar nicht mehr existent! | 2.80 und 2.50 - 20 – 8 und 11 | 51° 40′ 56″ N, 7° 17′ 18″ O |
|      | 30  | HD 30     | Findlinge (2 Stck.) und ihre unmittelbare Umgebung (auf Grundkarte und TK 10 nicht verzeichnet)                            | auf dem Gartengrundstück des Forsthauses Haidberg an der Bundesstraße 51 | Marl 176                     | Marl    | 1 rötlicher Granit 140/85/60 cm (unter Jungfichten westlich des Hauses) 2. Beschr. fehltVergleiche Grundlagenkarte II b Nr. 11. | | 51° 40′ 31″ N, 7° 10′ 57″ O |
|      | 31  | HD 31*    | Rotbuche (Fagus sylvatica) mit ihrem Traufbereich                                                                          | im Hausgarten der Gaststätte St. Johannes, Haardgrenzweg (nur 40 m südwestlich jenseits des Grenzwegs)                                                                       | Oer-Erkenschwick - 12        | Oer-E.  | Durch ihren schlanken Wuchs und die Nähe zum Gebäude wird der Anbau z. T. vom Kronenbereich überdeckt. Vom Haardvorland her ist dieser Baum weithin sichtbar. Vergleiche Grundlagenkarte II b Nr. 24. | 3,80 - 28 – 24 | 51° 40′ 19″ N, 7° 12′ 27″ O |
|      | 32  | HD 32     | Rotbuche (Fagus sylvatica) mit ihrem Traufbereich                                                                          | am Waldweg an der Diller Mark etwa 520 m ostsüdöstlich des St. Johannes | Oer-Erkenschwick - 5         | Oer-E.  | Ihr besonders stattlicher und weitausladender Wuchs ist bemerkenswert; durch die exponierte Lage und das Überragen der Kiefernbestände ist sie in der Diller Mark / Peters Heide weithin sichtbar. Vergleiche Grundlagenkarte II b Nr. 23. | 6,00 - 25 - 25 | 51° 40′ 41″ N, 7° 13′ 49″ O |
|      | 33  | HD 33     | Rotbuche (Fagus sylvatica) mit ihrem Traufbereich                                                                          | nordwestlich der Gaststätte Mutter Wehner auf der Böschung zwischen Haardstraße und Naturpark - Parkplatz                                                                    | Oer-Erkenschwick - 22        | Oer-E.  | In knapp 2 m Höhe verzweigt sie sich zur Doppelstämmigkeit. Als besondere Eigenart ist ihr schlanker Wuchs anzusehen. Vergleiche Grundlagenkarte II b Nr. 25. | 4,70 - 26 - 15 | 51° 39′ 51″ N, 7° 13′ 54″ O |
|      | 34  | HD 34     | Findlinge (Granit, 2 Stck.) und ihre unmittelbare Umgebung                                                                 | an der Einfahrt des Naturpark-Parkplatzes westlich gegenüber der Gaststätte Mutter Wehner                                                                                    | Oer-Erkenschwick - 22        | Oer-E.  | 1 roter Granit 150/160/130 cm 1 schwarzer Granit 110/95/40 cm Vergleiche Grundlagenkarte II b Nr. 13. | | 51° 39′ 49″ N, 7° 13′ 55″ O |
|      | 35  | HD 35     | Rotbuchenreihe (3 Exemplare, Fagus sylvatica) mit ihrem Traufbereich                                                       | am Waldrand nördlich des Forsthauses Küsberg | Oer-Erkenschwick - 29        | Oer-E.  | Sie gliedern den Waldrandbereich und sind von Süden her sichtbar. Durch Abbrücke von Hauptästen zeigen 2 Buchen einseitige Kronenausbildung. Vergleiche Grundlagenkarte II b Nr. 26. | 2,50 - 25 - 15 | 51° 39′ 52″ N, 7° 16′ 1″ O  |
|      | 36  | HD 36     | Rotbuchengruppe (6 Exemplare, Fagus sylvatica) mit ihrem Traufbereich (TK 10 zeichnet 4 Standorte an, die Grundkarte eine) | innerhalb des Waldbestandes östlich des Forsthauses Küsberg, etwa 140 m nördlich der Landstraße 889                                                                          | Datteln - 5                  | Datteln | Sie sollten bei Nutzung des Waldes als Überhälter stehen bleiben und dann auch das Landschaftsbild bereichern. Vergleiche Grundlagenkarte II b Nr. 27. | 2,00 und 4,00 - 30 - 12 | 51° 39′ 50″ N, 7° 16′ 6″ O  |
|      | 37  | HD 37*    | *Rotbuche (Fagus sylvatica) mit ihrem Traufbereich                                                                         | im Südrand des Waldbestandes nördlich des Ottenfeldes, etwa 250 m südöstlich der Jugendherberge                                                                              | Oer-Erkenschwick - 21        | Oer-E.  | Sie bildet einen über 6 m weit ausladenden Wurzelteller und ist doppelstämmig verzweigt. Der Wuchs dieses Baumes ist bemerkenswert; er übertrifft die anderen an Stärke und Höhe. Er befindet sich innerhalb der forstlichen Festsetzung Nr. 40. Vergleiche Grundlagenkarte II b Nr. 28. | 6,83 - 32 – 18 | 51° 39′ 32″ N, 7° 13′ 14″ O |
|      | 38  | HD 38*    | *Rotbuche (Fagus sylvatica) mit ihrem Traufbereich                                                                         | auf dem Hofgrundstück Otte, Flaesheimer Straße, nordwestlich von Alt-Oer | Oer-Erkenschwick - 23        | Oer-E.  | Sie gliedert den Hofraum und ist vom Haardvorland hat weithin sichtbar. Vergleiche Grundlagenkarte II b Nr. 29. | 4,30 - 31 - 30 | 51° 39′ 29″ N, 7° 13′ 28″ O |
|      | 39  | HD 39*    | Findlinge (4 Stck.) | auf dem Hofgrundstück Schulte-Hubbert (Ensberg) am Ölmühlenweg Datteln (weder auf Grundkarte noch auf TK 10 verzeichnet)                                                     | Datteln - 7                  | Datteln | 1 Rapakiwi 70/70/60 cm 1 grobkörniger gelber Granit 115/115/90 cm 1 feinkörniger Granit 70/90/70 cm 1 grobkörniger roter Granit 100/80/60 cm Weitere, am Rondell abgelagerte kleinere Findlinge sind nicht Gegenstand dieser Festsetzung. | | 51° 39′ 22″ N, 7° 17′ 18″ O |
|      | 40  | HD 40*    | *Rotbuchengruppe (2 Exemplare, Fagus sylvatica)                                                                            | ca. 70 m südlich der Zechenbahn im Waldgebiet östlich der Schachtanlage Ewald Fortsetzung V.                                                                                 | Oer-Erkenschwick - 35        | Oer-E.  | Sie stehen auf/an einem ehemaligen Grenzwall im Waldgebiet östlich der Schachtanlage Ewald Fortsetzung V. Gegenüber den umgebenden z. T. lichten Gehölzen stechen sie mit ihrer Größe, Schönheit und Eigenart eindeutig hervor. | 3 - 30 - 25 | 51° 39′ 1″ N, 7° 17′ 36″ O  |

### Landschaftsplan Nr. 3 – Castroper Hügelland
Der Landschaftsplan ist rechtskräftig seit dem 9. Juni 1999. Er gilt für das unbesiedelte Gebiet Castrop-Rauxels, nach Westen allerdings nur bis zum Rhein-Herne-Kanal (also unter Ausschluss Pöppinghausens und kleiner Randteile von Bladenhorst und Habinghorst) und nach Norden und Nordosten bis zur A 2 bzw. bis zu den Siedlungen an der Autobahn, weshalb Henrichenburg und Ickern ausgespart sind (aber unter Einschluss der nordwestlichen Fortsetzung der Mengeder Heide im Südosten Ickerns und des teils im Süden Ickerns liegenden NSG Beerenbruch).
.
Naturräumlich liegt das Gebiet hauptsächlich im Bereich der Castroper Platte. Es ist in Castrop-Rauxel außerhalb der Siedlungsgebiete bzw. im Gebiet des LP nur ein ND ausgewiesen, nämlich die Blutbuche m Park des Hauses Dorloh (Lfd 41). Siehe #Castrop-Rauxel, dort auch Innenbereich!

### Landschaftsplan Nr. 4 – Gladbeck
Der Landschaftsplan ist rechtskräftig seit dem 8. März 2001. Da Gladbeck durch das Gebiet der ehemaligen Stadt Buer, bereits 1912 kreisfrei und 1928 zu Gelsenkirchen, vom Rest-Kreisgebiet abgetrennt und nur durch einen 350 m breiten Streifen mit dem Restvest verbunden ist, entschied man sich hier ausnahmsweise für einen genau nach der Stadtgrenze eingerichteten Landschaftsplan.
Immerhin 8 aktive Naturdenkmäler, alles Bäume der Gattungen Eiche, Buche, Esche und Eibe, finden sich im Gebiet des LP bzw. im Außenbereich Gladbecks. Gelöscht wurden seit der LP-Erstellung offenbar die Hainbuche vor Haus Beck im äußersten Norden Zweckels (Lfd 77) und die beiden Linden im Nordwesten Rentfords (Lfd 77). Siehe #Gladbeck, dort auch Innenbereich.

### Landschaftsplan Nr. 5 – Emscherniederung
Der Landschaftsplan ist rechtskräftig seitz dem 3. Februar 2003. Er hält sich nur sehr vage an den namensgebenden Naturraum Emscherniederung bzw. das übergeordnete Emschertal – in dem auch die Südhälfte Gladbecks läge. Das nach Süden bis zur Stadt- und Kreisgrenze an der Emscher reichende Südstadtgebiet von Recklinghausen teilt das LP-Gebiet in zwei Hauptsegmente, von denen das westliche nochmal durch die Stadt Herten zweigeteilt wird. Letzteres ist aber nur der Fall, weil die Halde Hoheward als Siedlungsgebiet interpretiert wird – während die von ebender bis fast zur Emscher reichende Halde Hoppenbruch Teil des LP-Gebiets ist.
Das Ostsegment enthält vor allem die nur zu kleinen Anteilen geschützte Brandheide im Süden Suderwichs (Recklinghausen) und den ein großes NSG bildenden Pöppinghäuser Wald um Pöppinghausen (Castrop-Rauxel). Es enthält allerdings auch das Gebiet um das Industriegebiet Henrichenburg unmittelbar östlich des Suderwicher Südteils sowie, westlich des Suderwicher Südens, zwischen Castroper Straße und Bahntrasse einen grünen Pufferstreifen über den äußersten Norden Röllinghausens, die Südhälfte Berghausens und den Süden Hillens.
Der Mittelteil enthält die Hohenhorster Heide im Westen Hillerheides, den Nonnenbusch im Süden von bzw. südlich von Stuckenbusch, das NSG Brandhorster Heide und Teile des Katzenbuschs im Osten von Herten-Süd, die Katzenbusch-Fortsetzung Spanenkamp und die Holzheide im Osten von Herten-Mitte und den südöstlich an die Holzheide anschließenden Runtenbusch im Nordwesten von Stuckenbusch.
Der Westteil schließlich reicht von der Halde Hoppenbruch und dem NSG Hertener Emscherbruch im Westen der Hertener Mark über das NSG Hertener Schlosswald im Westen von Süd, den Schlosspark von Schloss Herten im Westen von Mitte und fast das komplette Gebiet der ehemaligen Bauerschaft Ebbelich, heute verteilt auf die Stadtteile Mitte und Paschenberg, bis zum Süden Westerholts nebst Park von Schloss Westerholt.
Spätestens ab dem Gebiet von Ebbelich hat der Westteil herzlich wenig mit dem Naturraum Emschertal/-niederung zu tun. Der Schlosspark Westerholt liegt auf der Kammlinie des Vestischen Höhenrückens an der Wasserscheide zwischen Emscher und Lippe, der am hiesigen Westerholter Sattel zwischen Recklinghauser Lößrücken (bis 114 m) und Buerschem Höhenrücken (bis 94 m) auf 71 m ü. NHN absinkt. Am Feldhang Ebbelicher Berg im Norden von Ebbelich und im Westen des Stadtteils Paschenberg werden randlich sogar über 90 m erreicht, zumindest bis gut 85 m gelangt ein schmaler Streifen, der im nordwestlichen Anschluss an diesen Hang über die kammnahe Westerholter Straße hinweg im Südwesten Langenbochums das Zewchengelände der Zeche Schlägel und Eisen, Schächte 3, 4 und 7, von Nordosten rahmt und bis zur Bahntrasse reicht.
Der ursprüngliche Landschaftsplan enthielt nur ein einziges ND bei Schloss Herten (nicht mehr verzeichnet), also emscherfern. Inzwischen wird ein ND (Findling, Lfd 126) im Schlosspark Westerholt geführt – also noch weiter entfernt von der Emscherniederung und unmittelbar auf Kamm und Wasserscheide. Naturdenkmäler im Bereich des Landschaftsplans finden sich ausschließlich unter #Herten!

### Landschaftsplan Vestischer Höhenrücken
Der Landschaftsplan ist rechtskräftig seit dem 20. November 2011. Der Name Vestischer Höhenrücken ist für diesen Landschaftsplan bzw. vor allem für die ND-Liste grob irreführend. Lediglich das ND in Essel liegt randlich im eigentlichen Höhenrücken – wohl aber der Schlosspark Westerholt, welcher per LP der Emscherniederung zugeordnet wird. Gleichwohl werden die Marler Flachwellen, auf denen Bockholt, Löntrop und Hüls liegen, der Über-Einheit des Höhenrückens zugeordnet.
Der Landschaftsplan enthält auch den unbesiedelten Westen des Erkenschwicker Tals, das selbst im weiteren Sinne nicht zum Höhenrücken gehört, mit dem NSG Die Burg und dem sich östlich anschließenden NSG des Silvertbachs sowie den Feldern Siepens und Alt-Oers westlich und südlich von Oer. Nach Osten reicht er mit dem Süden Erkenschwicks, dem kompletten Gebiet um das Kerndorf Essel und den Norden Suderwichs bis zur Stadtgrenze Dattelns (Siedlung Im Winkel und Horneburg). Im äußersten Osten enthält er das NSG Becklemer Busch östlich des alten Suderwich und, südöstlich anschließend, die bis zur A 2 reichenden Felder im Westen von Becklem, Stadtteil Henrichenburg von Castrop-Rauxel. Praktisch komplett enthalten sind die bauerschaftlichen Stadtteile Speckhorn/Bockholt im Norden Recklinghausens sowie Löntrop und Steinernkreuz im Südosten Marls, Letzterer aber nur bis zur Hertener Straße, also ohne Frentroper Feld. Im Süden des LP-Gebiets liegt die Nordhälfte von Berghausen, weiter westlich ragt eine Zunge mit drei kleinen NSGen bis vor Hochlar und Disteln. Als großes NSG innerhalb der Marler Flachwellen wäre Naturschutzgebiet Loemühlenbachtal am namensgebenden Bach im Westen von Löntrop (historisch genau an der Grenze zwischen Löntrop und Drewer) zu nennen.
Der eigentliche Höhenrücken ist fließgewässerfrei und besiedelt. Er zieht sich sichelförmig um die Recklinghäuser Innenstadt (Ostviertel, Nordviertel, Westviertel; dann Scherlebeck, Langenbochum und Westerholt auf Hertener Seite). Der Landschaftsplan beschreibt, grob zusammengefasst, die bauerschaftlich gebliebenen Landschaften östlich bis nordwestlich der Siedlungsgebiete von Recklinghausen − wobei der Findling an der Hülsstraße (Lfd 117) auf der Spitze einer schmal halbinselartigen bauerschaftlichen Zunge liegt, die ins dicht besiedelte Marl-Hüls ragt. Nah an der Kammlinie liegt das NSG Loh, dessen landschaftsprägende alte Süntelbuche im Süden, direkt am Lohweg, allerdings bislang kein nominelles Naturdenkmal ist.
Obgleich auch nennenswerte Teile des LP-Gebiets in Oer-Erkenschwick und Herten liegen, sehr kleine überdies in Castrop-Rauxel, finden sich alle derzeit vier Naturdenkmäler unter #Marl (Rotbuche in Löntrop, Lfd 68, und Findling in Hüls, Lfd 117) und #Recklinghausen (Hagelkreuz nebst Weide und Findling bei Essel, Lfd 148, und Winterlinde in Bockholt, 149).

### Landschaftsplan Haltern
Der Landschaftsplan ist rechtskräftig seit dem 14. Juli 2016. Er enthält fast das komplette „Alt-Haltern“, also Haltern am See ohne die vestischen Dörfer Hamm-Bossendorf und Flaesheim, von Lippramsdorf jedoch nicht die zentralen Dörfer und die ehemalige Bauerschaft Kusenhorst, die zum Gebiet des LP Lippe gehören, sondern nur die frühere Bauerschaft Eppendorf nördlich der B 58. Zum LP Lippe gehören ferner die Gebiete nordwestlich bis östlich von Bergbossendorf, Stadtteil Holtwick, und der lippenahe Süden des Stadtteils Hullern südlich der Westruper Straße, an der die Weiler Westrup und Antrup liegen.
Von den ursprünglich 20 Naturdenkmälern im Außenbereich, davon allerdings eines (AB 25) im Gebiet des LP Lippe, blieben nur 5, und zwar zwei Stieleichen (Lfd 42 bei Eppendorf und 53 bei Holtwick), zwei Rotbuchen (Lfd 58 bei Lünzum und 59 bei Lavesum) und die nicht mehr ganz unversehrten Hexenbuchen (Süntelbuchen) inmitten der Hohen Mark (Lfd 63). Siehe #Haltern am See, dort auch Innenbereich.

### Landschaftsplan Lippe
Der Landschaftsplan, rechtskräftig seit dem 19. Dezember 2018, umfasst in der Hauptsache das NSG Lippeaue in Waltrop, Datteln (beide nur nordrandlich), Haltern am See, Marl (nordrandlich) und Dorsten sowie seine unmittelbare Umgebung inklusive der Südhälfte von (Haltern-)Lippramsdorf und des nördlich des Wesel-Datteln-Kanals gelegenen Teils von Marl-Lippe.
Die Rotbuchen in Marl-Lippe (AB 33) und südöstlich Haltern-Hullern-Westrups (AB 25) sind offenbar gelöscht, ebenso die Platane südlich Dorsten-Holsterhausens (AB 8). Die einzigen beiden aktiven NDer, das „Alt“-ND Rotbuche südlich des Dahler Holzes (Lfd 45) und die neu hinzu gekommene Stieleiche im Schauwinkel (Lfd 150), finden sich in #Datteln.

### Landschaftsplan Ost-Vest
Der Landschaftsplan, rechtskräftig seit dem 18. Mai 2020, behandelt die bauerschaftlich gebliebenen Teile Dattelns (außer Haard, haardnahe Gebiete und Lippaaue), Waltrops (ohne Lippeaue) sowie den äußersten Norden Henrichenburgs (ohne Felder westlich Becklems) und den Norden und Südosten Ickerns (jeweils jenseits der A 2) in Castrop-Rauxel. Die beiden NDer, Stieleiche in Klostern (Lfd 46) und Linde westlich Hagems (Lfd 47), finden sich in #Datteln.

### Landschaftsplan Dorsten-Marl
Der aktuell (April 2022) im Verfahren befindliche LP Dorsten-Marl enthält von Marl nur den West-Teil, westlich der Hertener Straße und im Norden inklusive des kleinen Grünstreifens zwischen Blumensiedlung (Drewer) und dem Nordosten Brasserts, der nach Osten bis zur Rappaportstraße reicht. Vor allem enthält er die bauerschaftlichen Stadtteile Lippe (aber nur südlich des Wesel-Datteln-Kanals), Frentrop (ohne Technologiepark Frentrop) und Polsum (ohne das eigentliche Dorf), überdies das Frentroper Feld im Westen von Steinernkreuz, auf dem die Rotbuche Lfd 66 steht.
In Dorsten enthält er einen großen Anteil des Stadtgebiets außerhalb der erweiterten Kernstadt mit Altstadt, Feldmark, Hardt, Hervest und Holsterhausen, die, gemeinsam mit der Lippeaue (LP Lippe), das Gebiet in zwei Hauptzusammenhangskomponenten aufteilt, deren südliche nach Osten in die Marler Anteile übergeht.
Beide Teile sind nur spärlich verstreut besiedelt. Im größeren Nordteil, das die Lembecker Herrlichkeit mit Lembeck, Rhade, Deuten und Wulfen umfasst, bildet lediglich Wulfen eine größere Siedlungsinsel. Im Süden sind die Siedlungsinseln von Östrich (zweie), beiden namentlichen Teildörfern von Altenburg-Ulfkotte plus Tönsholt sowie Polsum und Technologiepark Frentrop vergleichsweise klein – wobei Tönsholt und Dorf Polsum nur Halbinseln sind und der Technologiepark nur durch einen schmalen Grünstreifen vom Dorstener Teil des Industrieparks Dorsten/Marl in Feldmark getrennt ist.
Neben der Rotbuche auf dem Frentroper Feld (Lfd 66) sind nach Altbestand im Südteil keine weiteren NDer vorhanden, im Nordteil sind es bislang drei Rotbuchen nordwestlich von Rhade (Lfd 49, 55 und 56), eine beim Weiler Lasthausen (Lfd 48) im Süden des Lembecker Gebiets und eine unmittelbar westlich von Holsterhausen (Lfd 52) – siehe #Dorsten und #Marl.